# Brun
Brun este o culoare compozită. În modelul de culori CMYK utilizat la imprimare sau pictură, culoarea brun este realizată prin combinarea roșu, negru și galben, sau roșu, galben și albastru. În modelul de culori RGB utilizat pentru proiectarea culorilor pe ecrane de televiziune și monitoare de calculator, brun se obține prin combinarea roșului și verdelui, în proporții specifice. În pictură, brunul se obține în general prin adăugarea de negru la portocaliu.
Culoarea brun se poate vedea peste tot în natură: în lemn, sol, culoarea părului uman, culoarea ochilor și pigmentarea pielii. Brunul este culoarea lemnului întunecat sau a solului bogat. Conform sondajelor de opinie publică din Europa și Statele Unite, brunul este culoarea este cel mai adesea asociată cu simplitatea, ruralul și sărăcia; este culoarea aflată pe ultimul loc în topul culorilor preferate.

## Etimologie
În limba română, „brun” vine din franțuzescul brun, care provine din latinescul brūnus, împumutat din germanicul *brūn, care a dat germanul braun și englezescul brown. În franceză, până în secolul al XVII-lea, brun înseamna tot ce era întunecat. 
Cuvintele pentru culoarea brun din întreaga lume provin adesea din alimente sau băuturi; în estul Mediteranei, cuvântul pentru brun provine adesea de la culoarea cafelei: în turcă, cuvântul pentru brun este kahve rengi, în greacă, kafé. În Asia de Sud-Est, numele culorii provine adesea de la ciocolată: coklat în malaeză; tsokolate în filipineză. În Japonia, cuvântul chairo înseamnă culoarea ceaiului.
Adjectivele care se referă la culoarea castanei sunt disponibile în două exemplare în fiecare limbă romanică: franceză châtain și marron, italiană castano și marrone, spaniolă castaño și marrón, portugheză castanho și marrom, română castaniu și maro.

## Istorie și artă

### Istorie antică
Brunul a fost folosit în artă încă din timpuri preistorice. Picturile foloseau umbrin, un pigment natural de lut compus din oxid de fier și oxid de mangan; au fost datate la 40.000 î.Hr. Pe pereții peșterii Lascaux au fost descoperite picturi de cai bruni și alte animale, care datează de aproximativ 17.300 de ani. Figurile feminine din picturile antice ale mormântelor egiptene au pielea brună, vopsită cu umbrin. Bronzul ușor a fost adesea folosit pe amfore și vaze grecești pictate, fie ca fundal pentru figuri negre, fie invers.
Grecii și romanii antici au produs o cerneală fină de culoare roșiatică, de culoare numită sepia, obținută din cerneala unei varietăți de sepie. Această cerneală a fost folosită de Leonardo da Vinci, Rafael și alți artiști în timpul Renașterii și de artiști până în zilele noastre.
În Roma antică, îmbrăcămintea brună era asociată cu clasele inferioare sau cu barbarii. Termenul pentru plebei era „pullati”, ceea ce însemna literalmente „cei îmbrăcați în brun”.

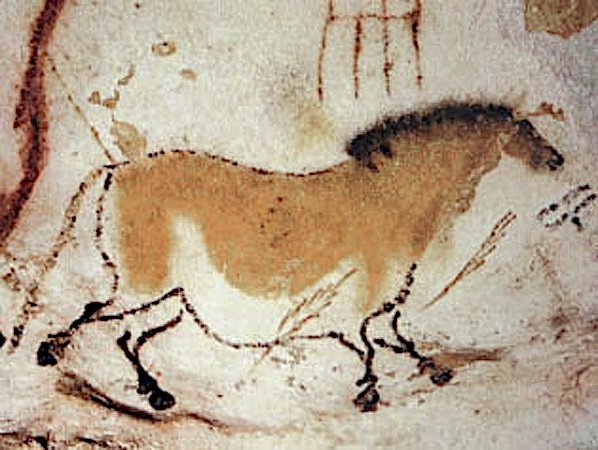
Cal în peștera Lascaux din Franța.
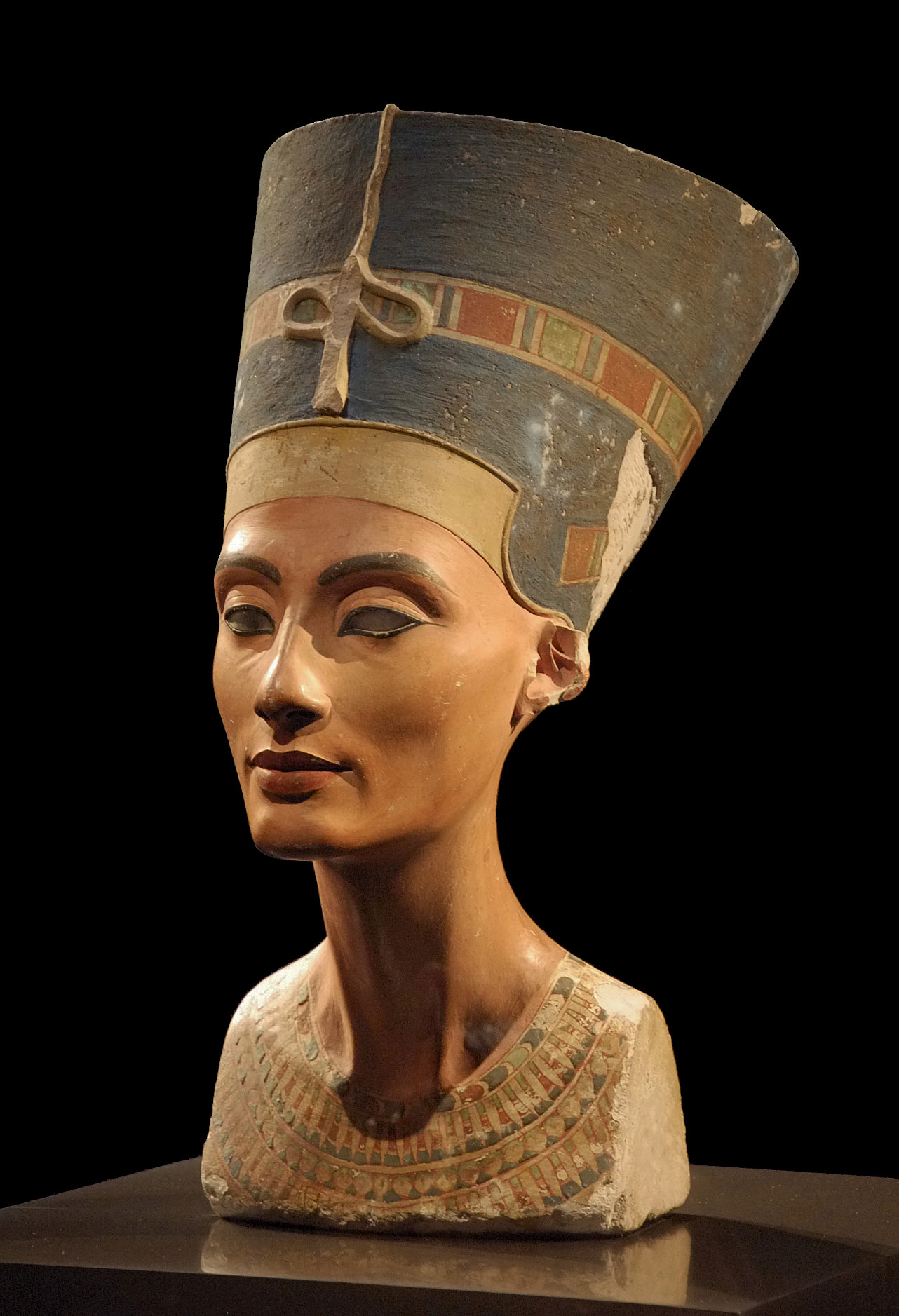
Bustul lui Nefertiti, 1345 î.Hr.
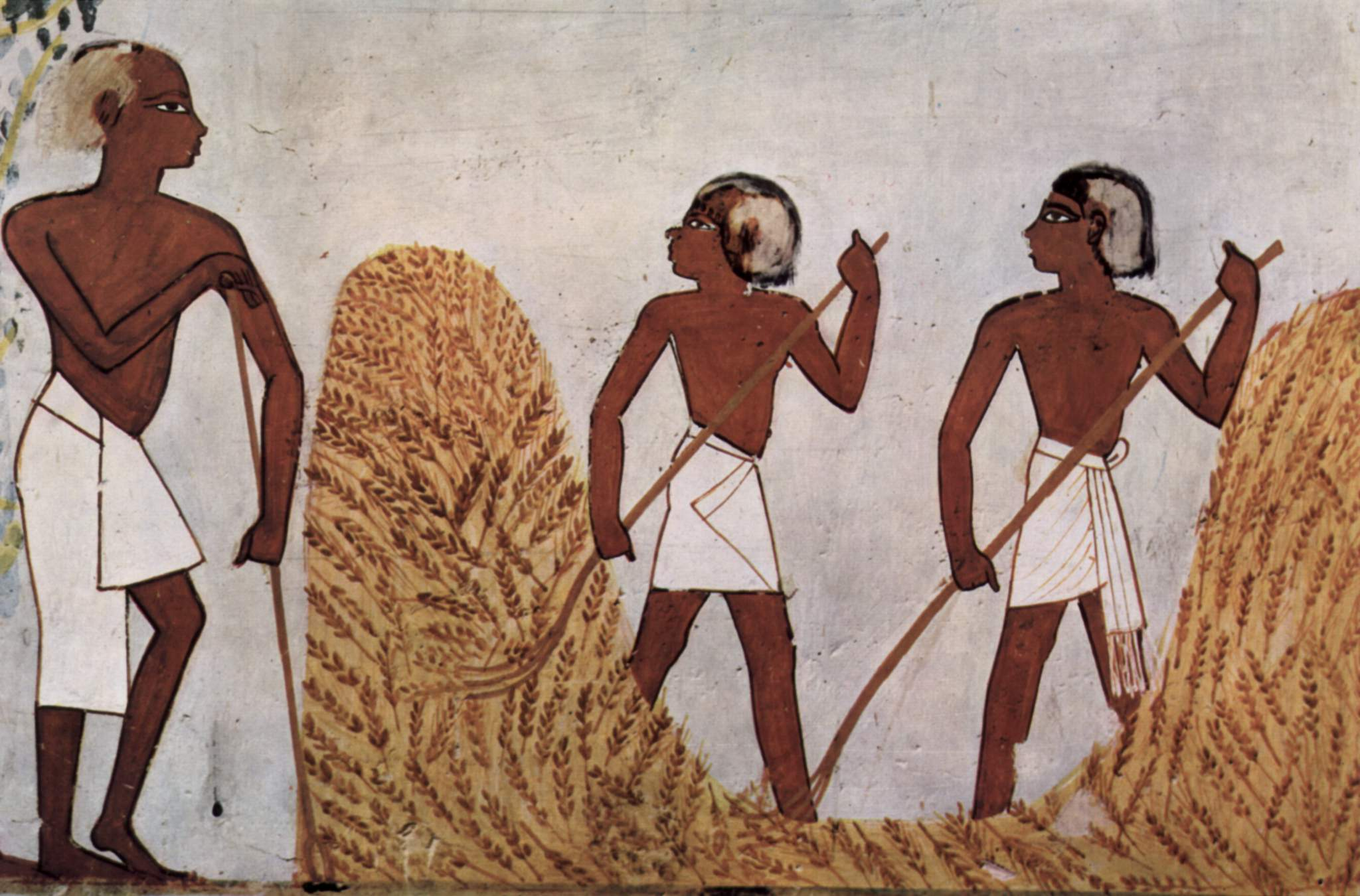
Recoltarea cerealelor - mormântul lui Mennei, 1422-1411 î.Hr.
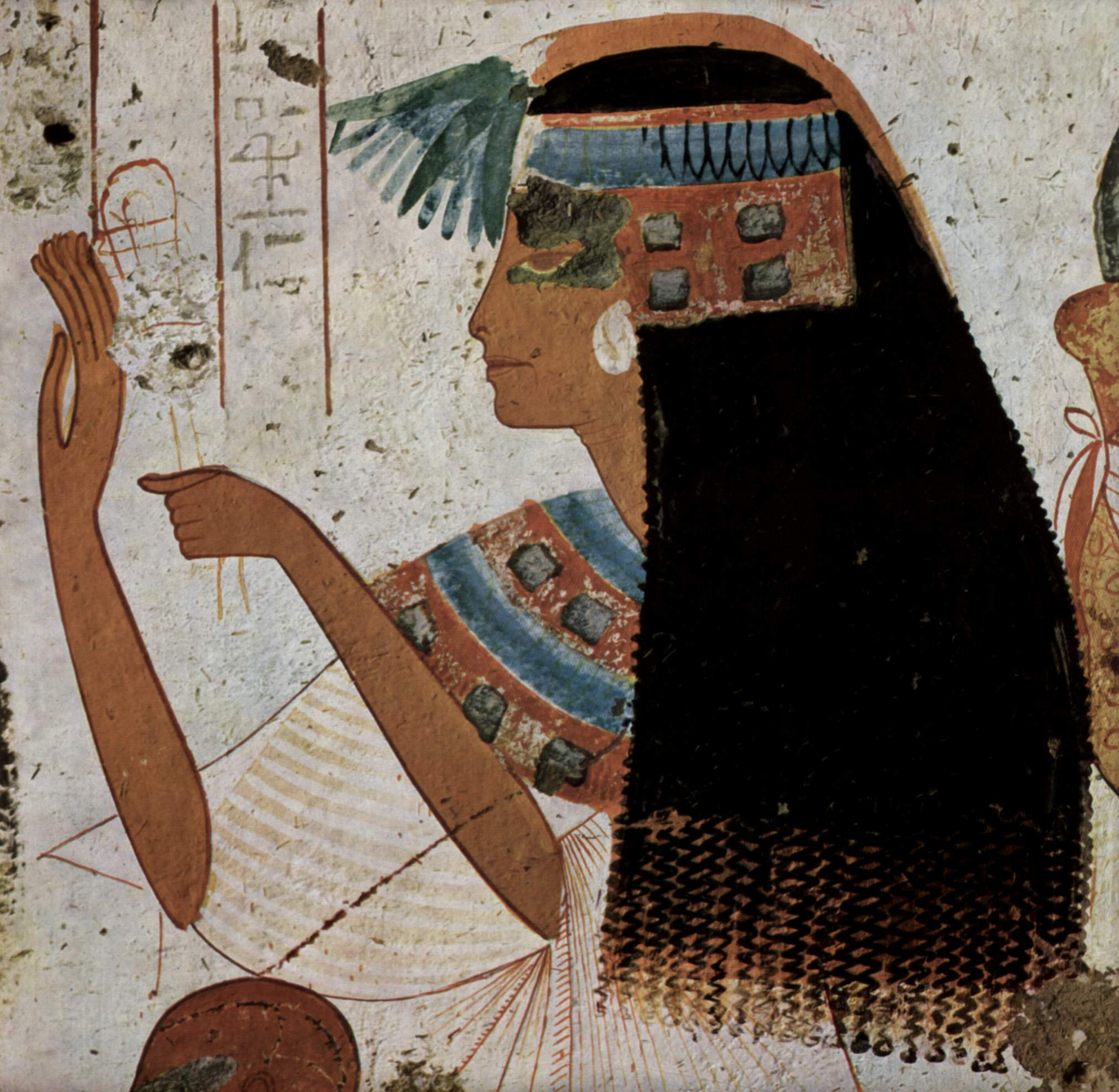
Mormântul lui Userhet, 1300 î.Hr. Brunul a fost utilizat pe scară largă în Egiptul antic pentru a reprezenta culoarea pielii.
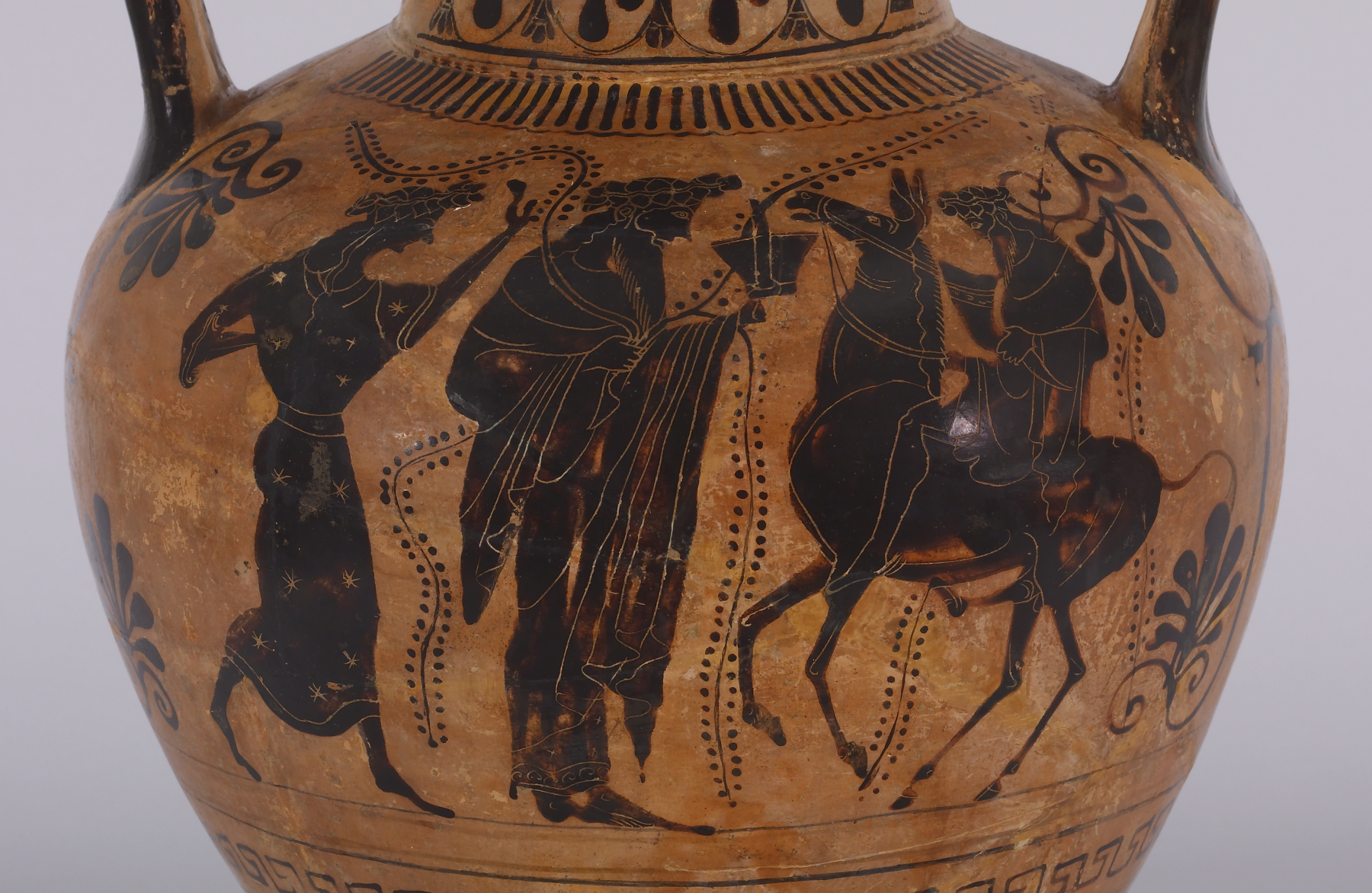
Amforă grecească cu figurile lui Hercule și Apollo pe un fundal brun de teracotă (cca. 720 î.Hr.).

### Istorie postclasică
În Evul Mediu, călugării din ordinul franciscan purtau haine brune ca semn al smereniei și sărăciei lor. Fiecare clasă socială era de așteptat să poarte culorile potrivite stautului ei, iar griul și brunul erau culorile săracilor. Pânza casnică, grosieră, din lână era vopsită cu Isatis tinctoria sau Rubia tinctorum care îi conferea o nuanță cenușie gri sau maro. Prin statutul din 1363, englezii săraci erau obligați să poarte îmbrăcăminte brun-roșiatic.
În Evul Mediu, pigmenții brun închis erau rareori folosiți în artă; pictorii și artiștii ilustratori din acea perioadă au preferat culorile aprinse, distincte, cum ar fi roșu, albastru și verde. Umbrinul nu a fost utilizat pe scară largă în Europa înainte de sfârșitul secolului al XV-lea. Pictorul și scriitorul renascentist Giorgio Vasari (1511-1574) l-a descris ca fiind destul de nou la vremea sa.
Artiștii au început să utilizeze culoarea brun la sfârșitul secolului al XV-lea. În timpul Renașterii, artiștii au folosit, în general, patru brunuri diferite: umbrin brut, un lut brun închis din Umbria, Italia, siena, un pământ brun-roșiatic extras lângă Siena, în Toscana, umbrin ars, lutul umbrin încălzit  până când căpăta o nuanță mai întunecată și siena arsă, încălzită până când devenea un brun roșiatic închis. În Europa de Nord, Jan van Eyck a prezentat în portretele sale un bogat pământ-brun pentru a pune în lumină culorile mai aprinse.

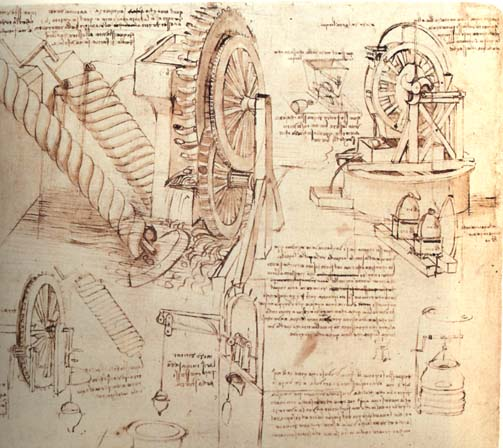
Leonardo da Vinci a folosit cerneală de sepia, de la sepie, pentru desene și scris
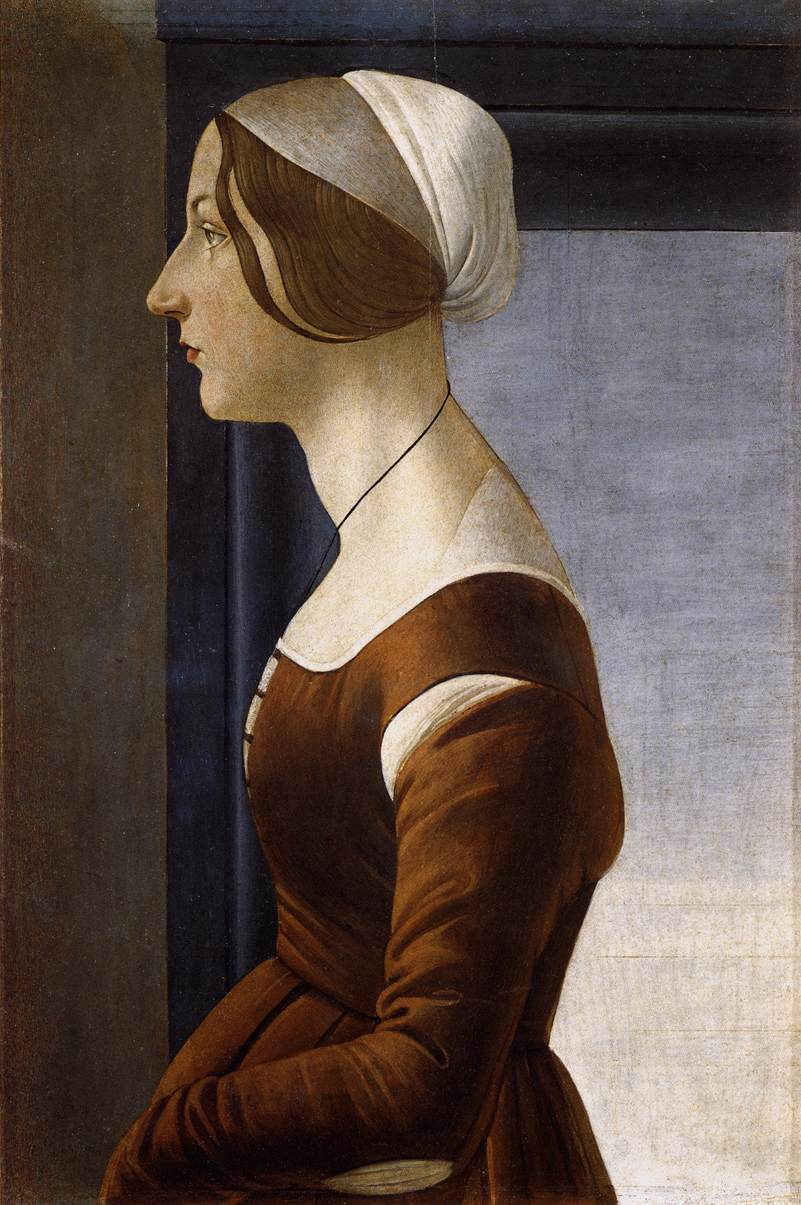
Portret al unei tinere, de Sandro Botticelli, 1475
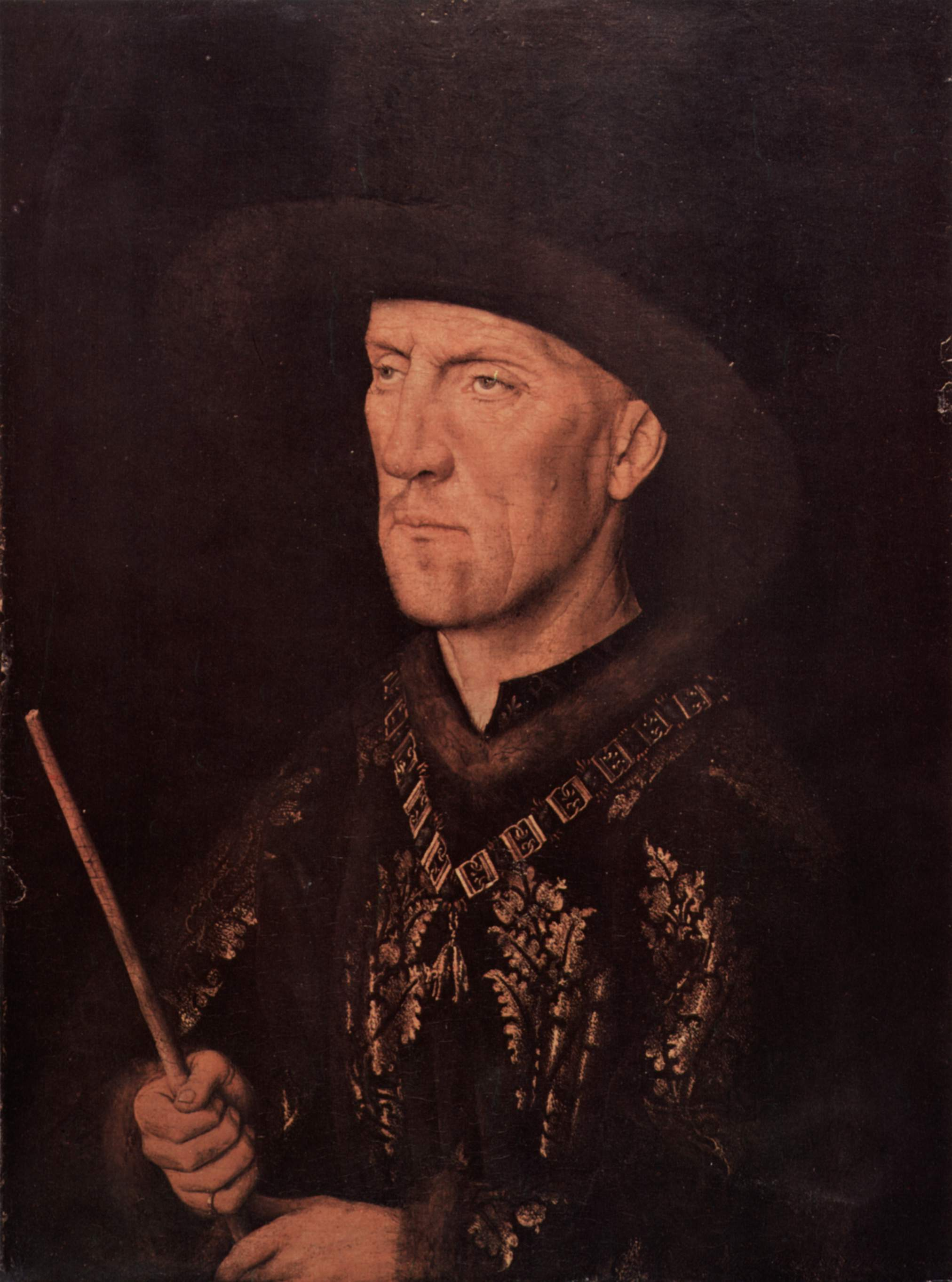
Portret al lui Baudoin de Lannoy, de Jan van Eyck, 1435
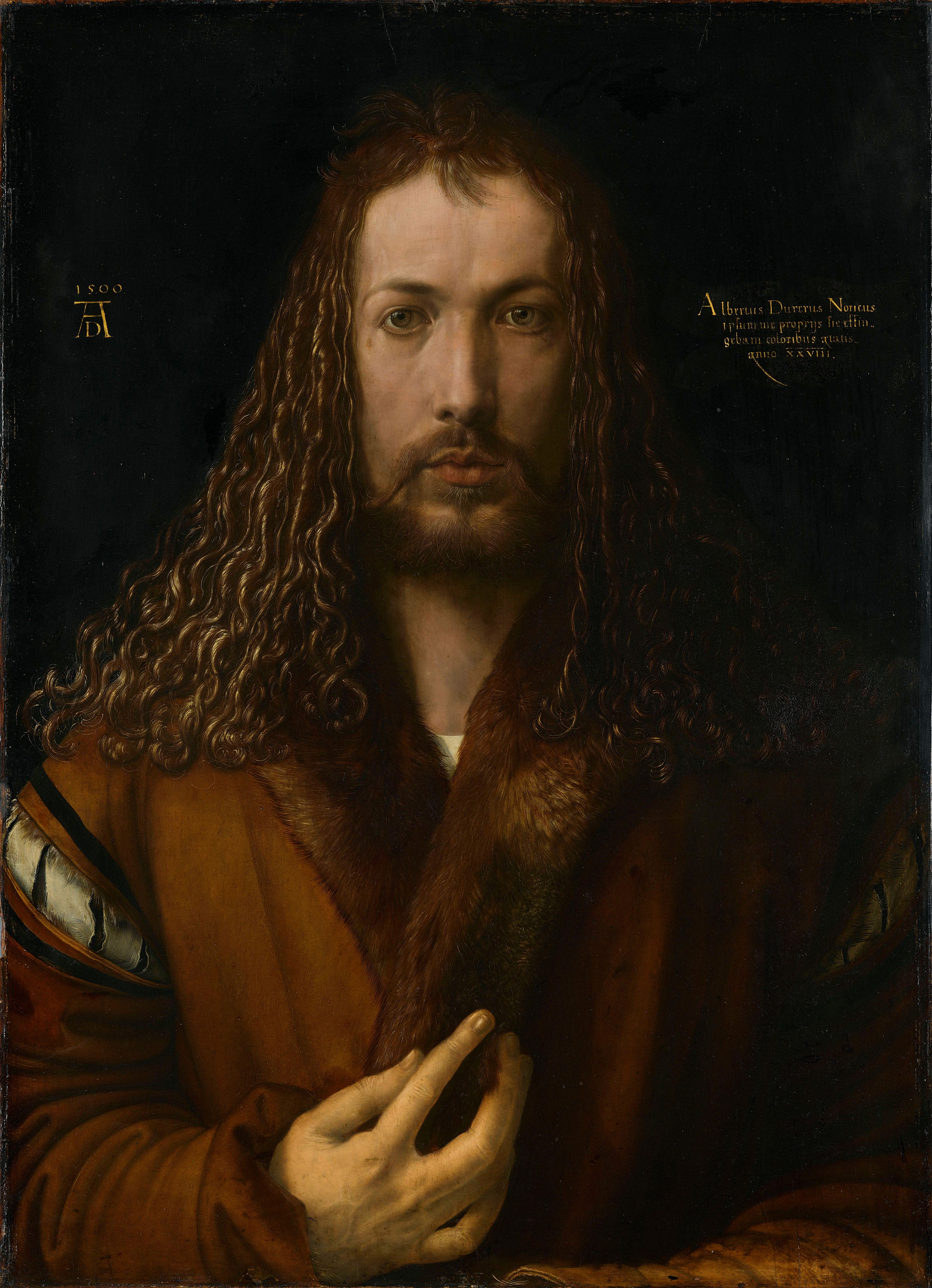
Autoportret, de Albrecht Dürer, 1500

### Istorie modernă

#### Secolele XVII și XVIII
Secolele  XVII și XVIII au cunoscut cea mai mare utilizare a brunului. Caravaggio și Rembrandt Van Rijn au folosit brun pentru a crea efecte claroscure, unde subiectul apărea din întuneric. Rembrandt a adăugat umbrin la straturile de sol ale picturilor sale, deoarece uscarea era mai rapidă. De asemenea, Rembrandt a început să folosească un nou pigment brun, numit pământ Cassel sau pământ Cologne. A fost folosit de Rubens și Anthony van Dyck, iar ulterior a devenit cunoscut sub numele de brun Van Dyck.

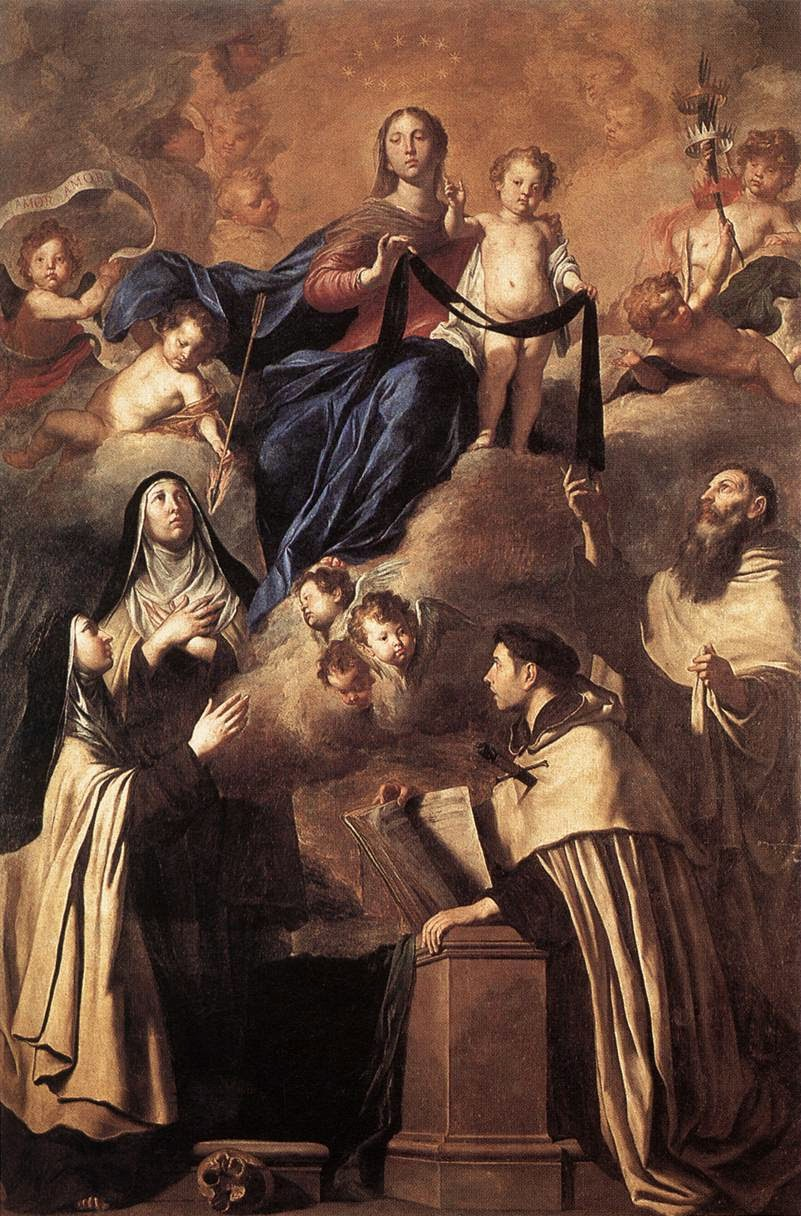
Madonna a carmelitelor, de Pietro Novelli, 1641
Autoportret, de Rembrandt, 1659
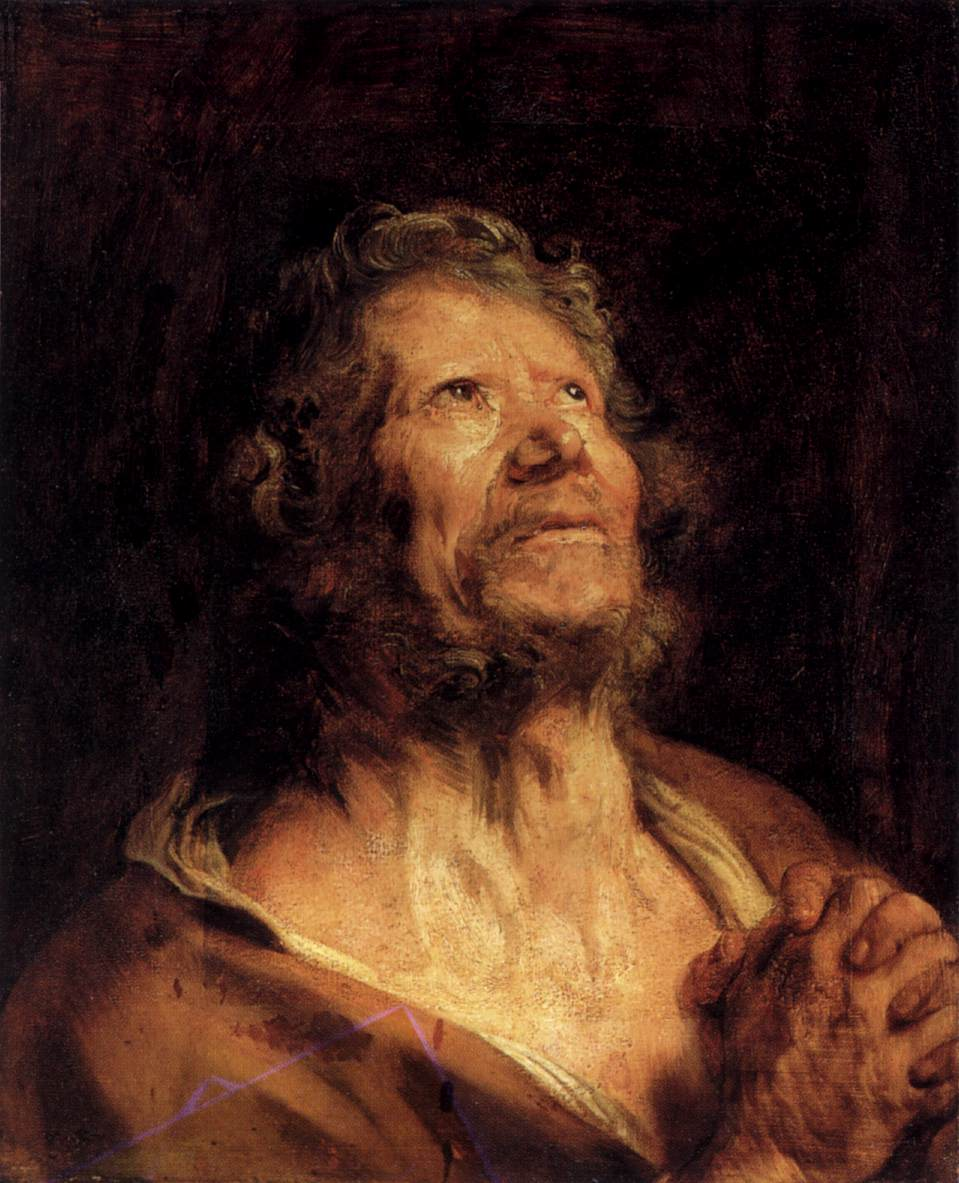
Apostol cu mâinile împreunate, de Anthony van Dyck, c.1620
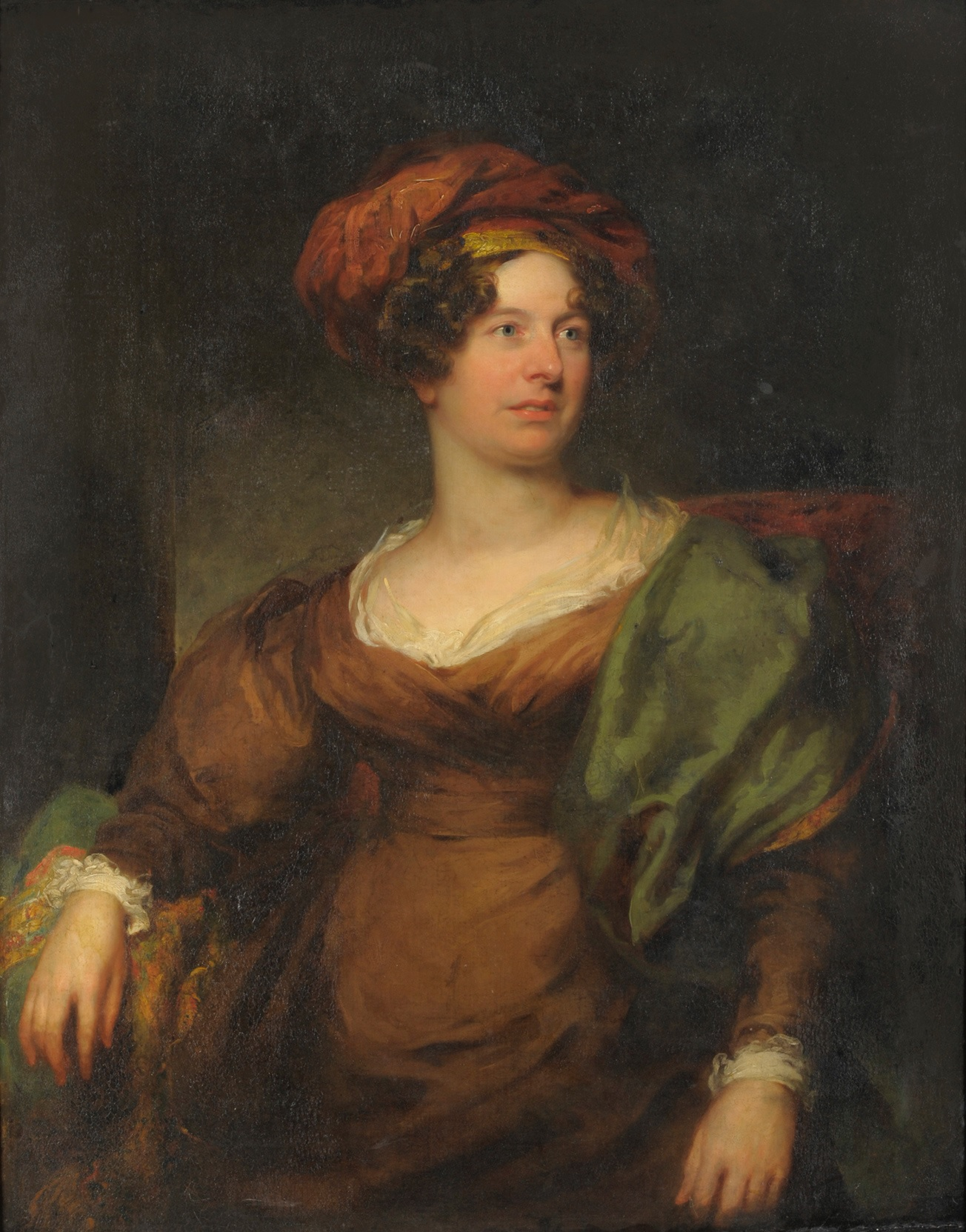
Elizabeth, marchiză de Stafford, de Thomas Lawrence
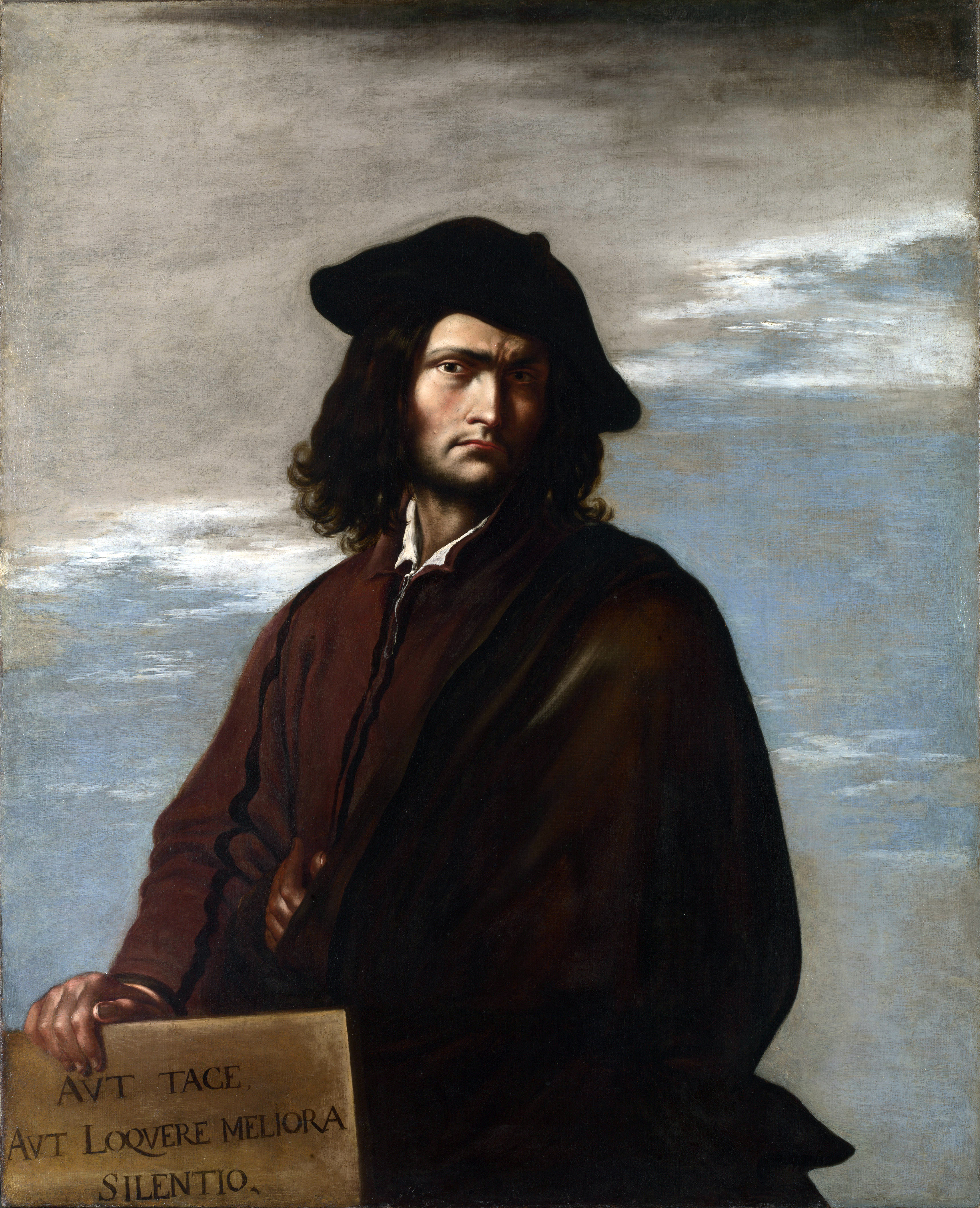
Autoportret, de Salvator Rosa, c.1645
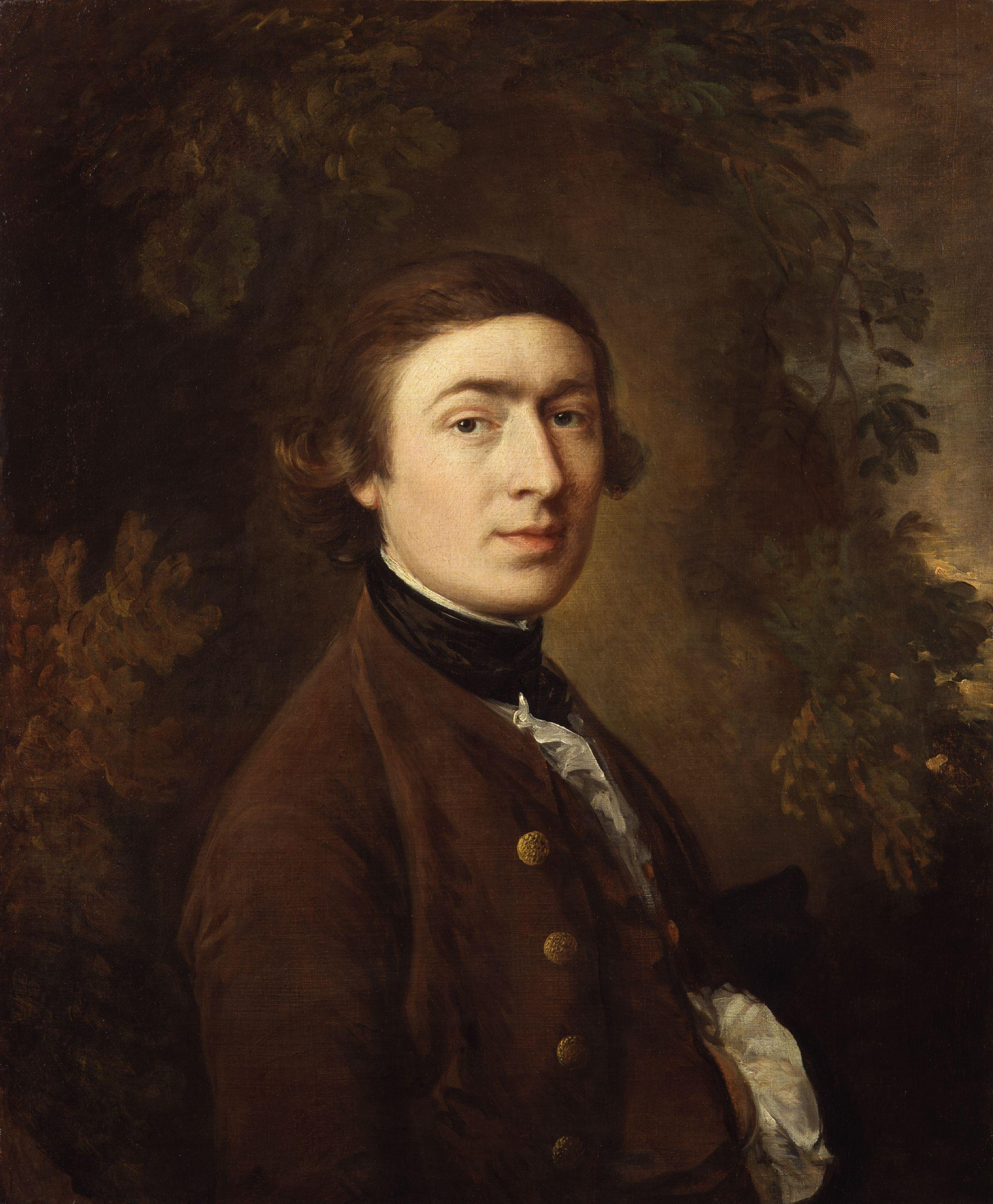
Autoportret, de Thomas Gainsborough, ca.1758-1759

#### Secolele XIX și XX
Impresioniștii francezi au preferat culorile luminoase, pure, și nu au folosit brunul. Excepția în rândul artiștilor francezi din secolul al XIX-lea a fost Paul Gauguin, care a creat portrete brune luminoase ale oamenilor și peisajelor din Polinezia Franceză.
La sfârșitul secolului al XX-lea, brunul a devenit un simbol comun în cultura occidentală pentru: simplu, ieftin, natural și sănătos. Prânzurile erau purtate în pungi de hârtie brună, pachetele erau învelite în hârtie brună, pâinea brună și zahărul brun erau considerate mai naturale și sănătoase decât pâinea albă și zahărul alb.

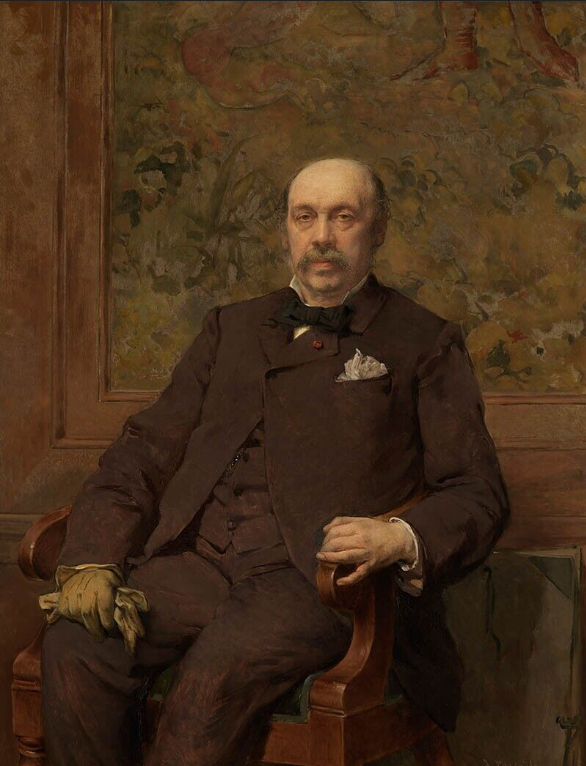
Autoportret, de Jean-François Portaels, 1842
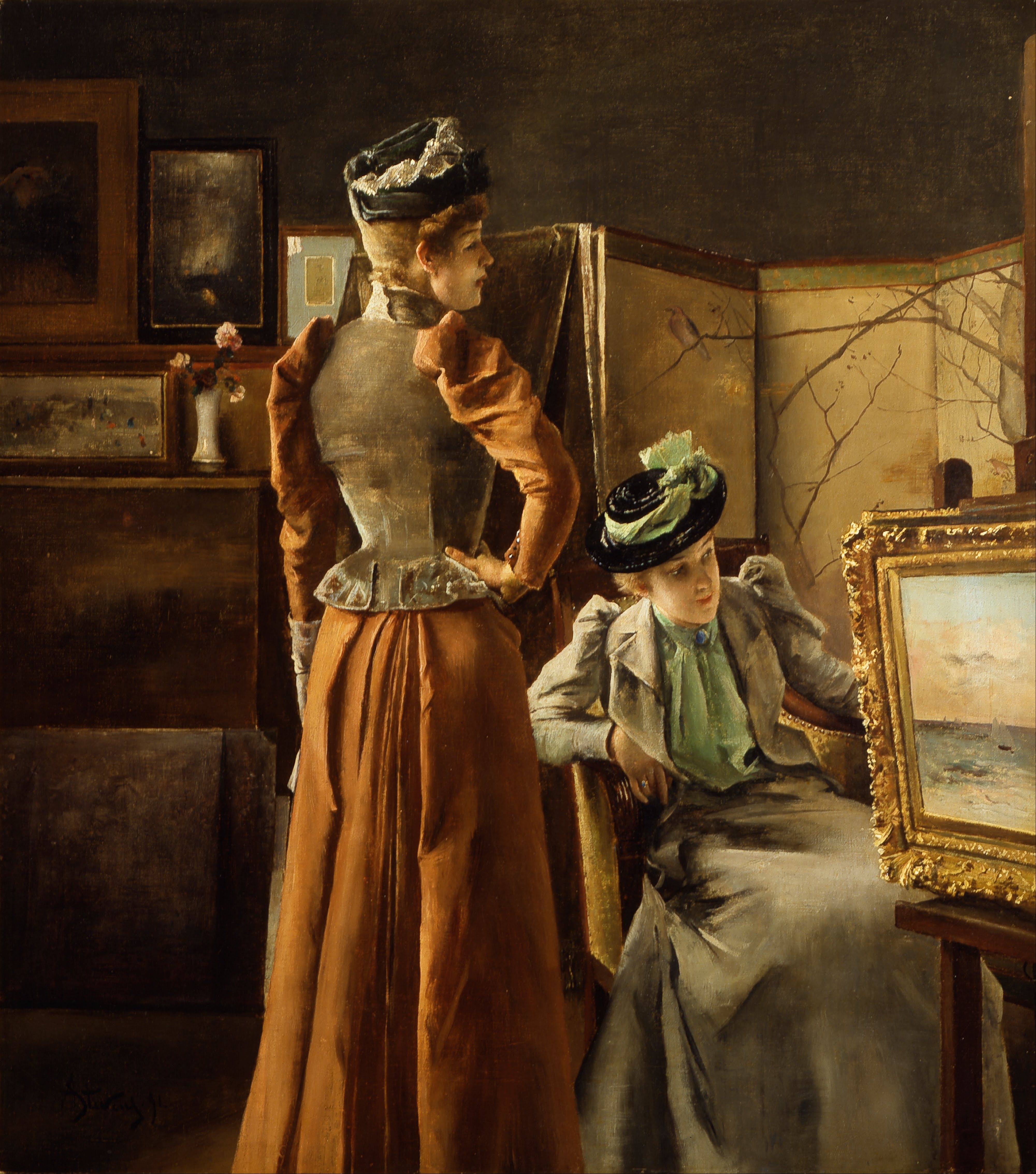
Vizită la atelier, de Alfred Stevens, 1891
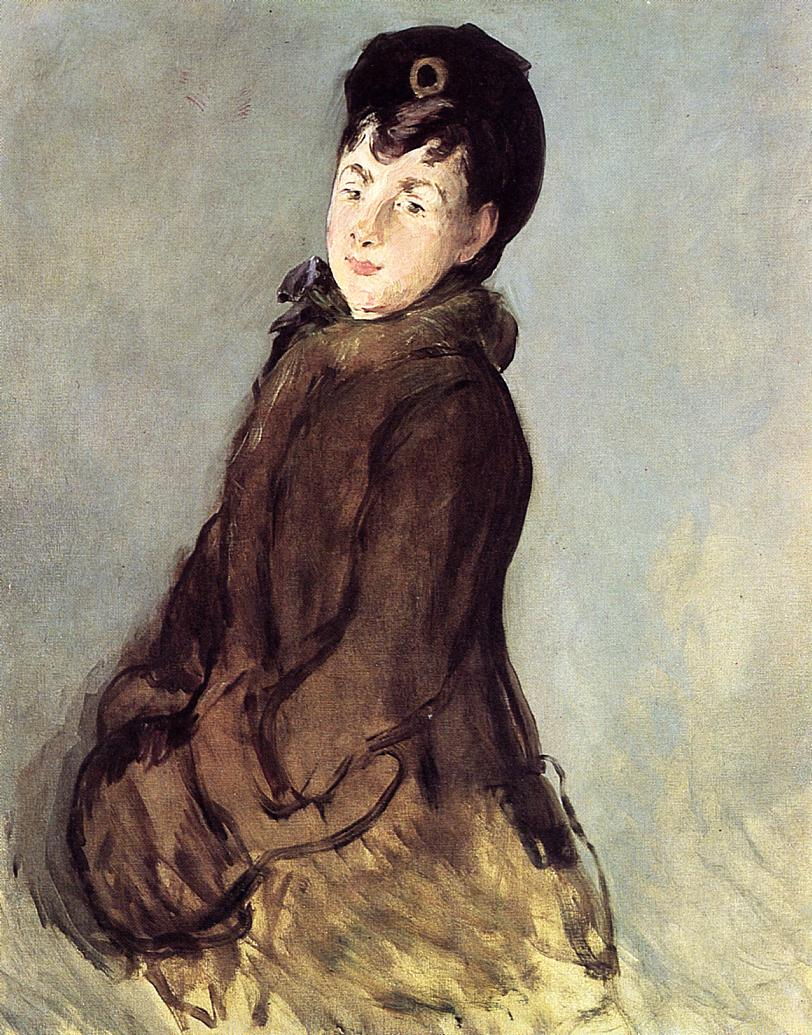
Portretul lui Isabelle Lemonnier, de Édouard Manet, 1879
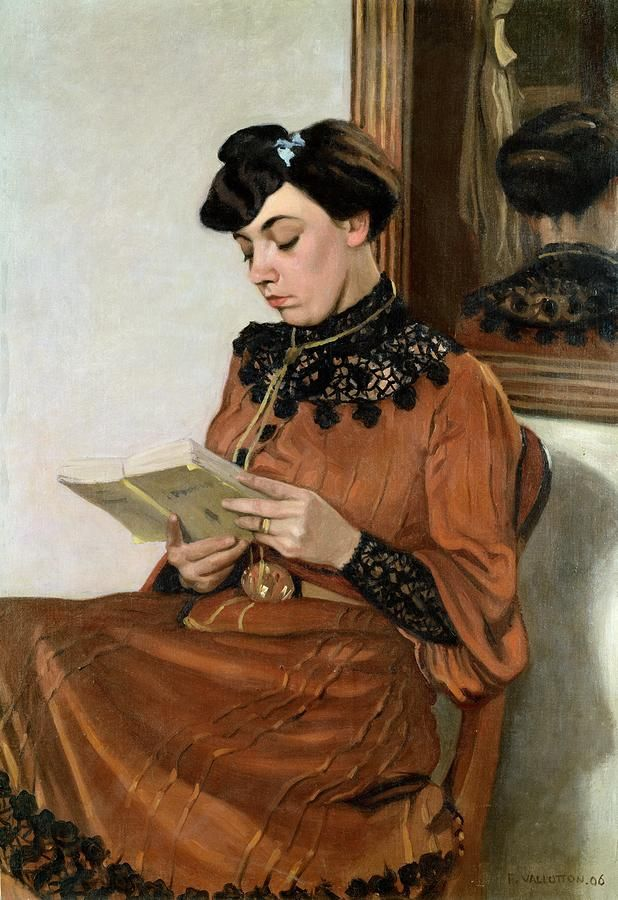
Femeie citind, de Félix Vallotton, 1906
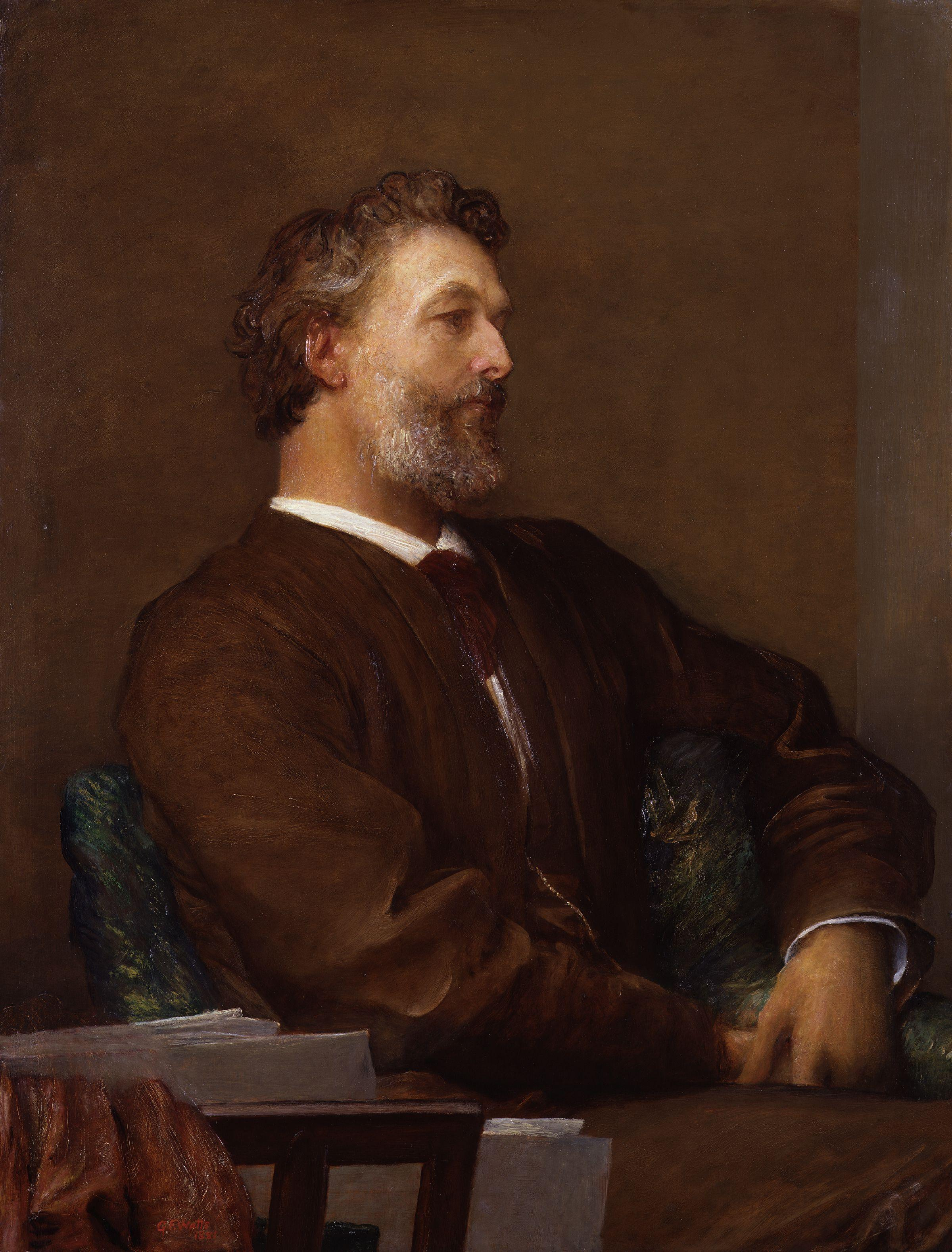
Baronul Leighton, de George Frederic Watts, 1881
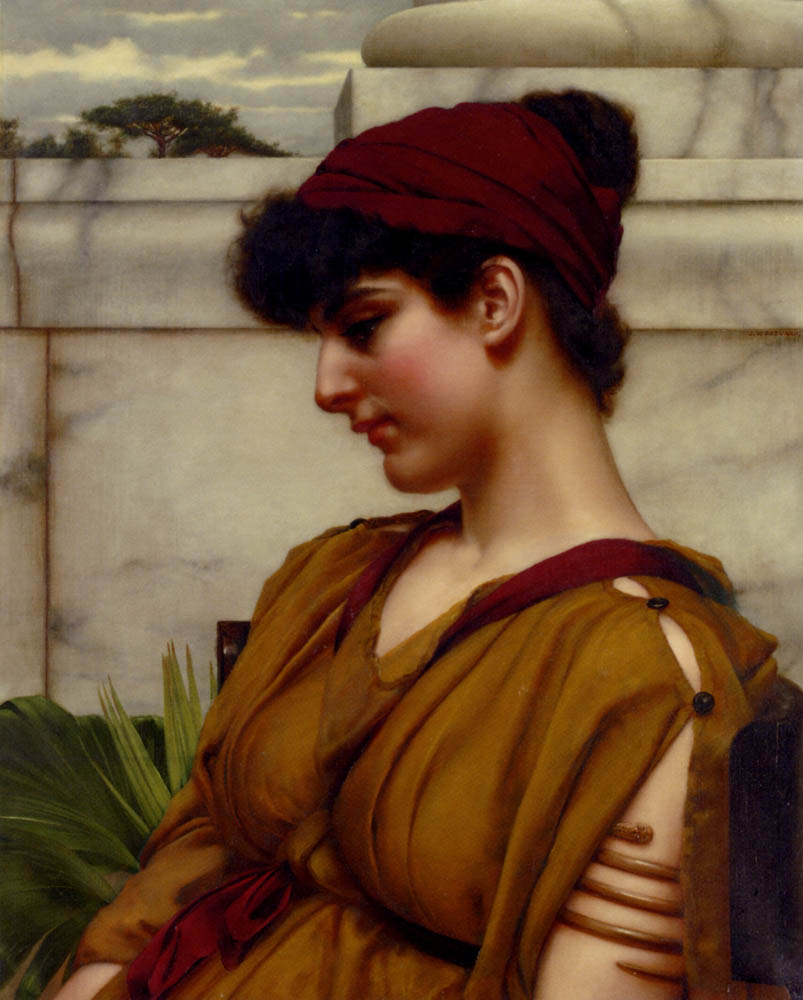
O frumusețe clasică din profil, de John William Godward
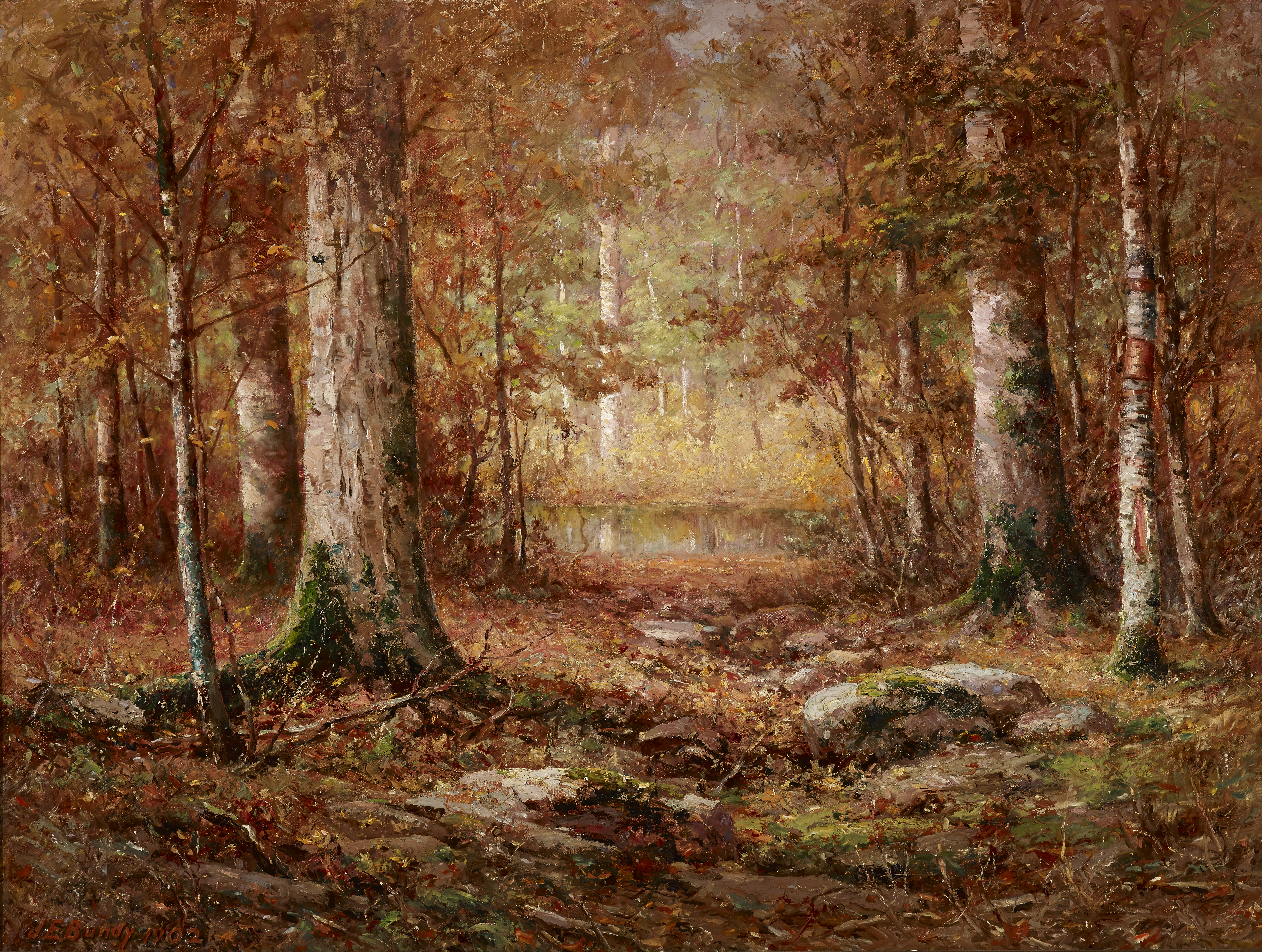
Pădure, de John Elwood Bundy, 1902

## Brun în știință și natură

### Optică
Brunul este o culoare compozită, realizată prin combinarea roșului, galbenului și negrului. Poate fi gândit ca portocaliu închis, dar poate fi făcut și în alte moduri. În modelul de culori RGB, care folosește lumină roșie, verde și albastră în diferite combinații pentru a realiza toate culorile de pe ecranele televizoarelor și calculatoarelor, este realizat amestecând lumină roșie și verde.
Din punct de vedere al spectrului vizibil, „brun“ se referă la nuanțe de lungimi de undă lungi, galben, portocaliu sau roșu, în combinație cu un nivel scazut de luminanță sau de saturație. Brunul poate acoperi o gamă largă: brun roșu, brun gălbui, brun închis sau brun deschis.
Ca o culoare de intensitate scăzută, brunul este o culoare terțiară: un amestec al celor trei culori primare subtractive este brun, dacă conținutul de cyan este scăzut. Brunul există ca percepție a culorii doar în prezența unui contrast de culoare mai luminos. Obiectele galbene, portocalii, roșii sau roz sunt încă percepute ca atare, dacă nivelul general de iluminare este scăzut, în ciuda faptului că se reflectă aceeași cantitate de lumină roșie sau portocalie, ca pentru un obiect brun în condiții normale de iluminare.

Discurile colorate par să fie brun și portocaliu, dar de fapt au aceeași nuanță; culoarea lor percepută diferit depinde de nuanța de alb de care sunt înconjurate.[14]

### Coloranți și pigmenți
- Umbrinul brut și umbrinul ars sunt doi dintre cei mai vechi pigmenți folosiți de om. Umbrinul este o argilă brună, care conține o cantitate mare de oxid de fier și între 5-20% oxid de mangan, care îi dă culoarea. Nuanțele sale variază de la un brun verzui la un brun închis. Își ia numele din regiunea italiană Umbria. Sursa principală de astăzi este insula Cipru. Umbrinul ars este același pigment care a fost calcinat, ceea ce face ca pigmentul să fie mai întunecat și mai roșiatic.[15]
- Siena brută și siena arsă sunt, de asemenea, pigmenți de lut bogați în oxid de fier, care au fost exploatate în timpul Renașterii în jurul orașului Siena din Toscana. Siena conține mai puțin de 5% mangan. Pământul natural de sienna este de culoare galben-ocru închis; atunci când este calcinat devine un brun roșiatic bogat, numit Siena arsă.[15]
- Brun mumie a apărut la sfârșitul al XVI-lea și era un pigment bituminos brun închis obținut prin măcinarea resturilor de mumii egiptene într-o pulbere fină.[16]
- Brun Van Dyck, cunoscut în Europa sub numele de pământ Koln sau pământul Cassel, este un alt pigment natural format în mare parte din materii vegetale degradate. Din el se obținea un brun închis bogat și a fost utilizat pe scară largă în perioada Renașterii până în secolul al XIX-lea. Își ia numele de la pictorul Anthony van Dyck, dar a fost folosit de mulți alți artiști înaintea sa. Era extrem de instabil astfel încât utilizarea sa a fost abandonată până în secolul XX, deși denumirea continuă să fie utilizată pentru pigmenții sintetici moderni. Culoarea brun Van Dyck poate fi recreată amestecând negru ivoriu cu mov sau roșu venețian sau amestecând roșu cadmiu cu albastru de cobalt.[17]
- Nucile au fost folosite pentru a face un colorant maro încă din antichitate. Scriitorul roman Ovidiu, în primul secol î.Hr., a descris modul în care galii foloseau sucul de coajă de nucă pentru a face un colorant brun pentru lână sau un colorant roșiatic pentru a-și vopsi părul.[18]
- Copacul Castanea a fost, de asemenea, folosit din cele mai vechi timpuri ca o sursă de colorant brun. Coaja copacului, frunzele și coaja castanelor au fost folosite pentru a face coloeant. Frunzele erau folosite pentru a realiza un colorant bej sau brun-gălbui, iar în Imperiul Otoman, brunul-galben din frunzele de castan a fost combinat cu albastru indigo pentru a face nuanțe de verde.[19]

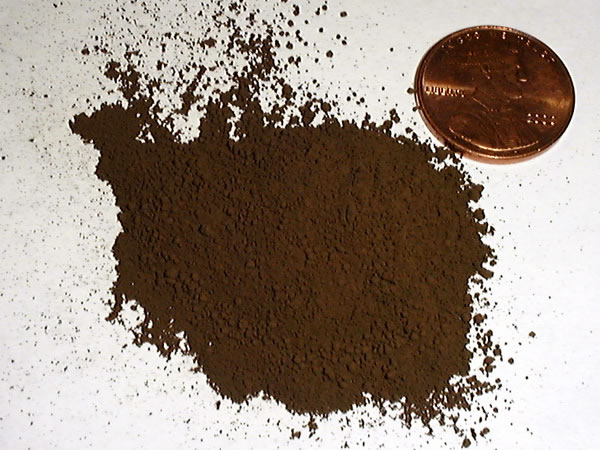
Oxidul de fier este cel mai frecvent ingredient în pigmenții bruni.
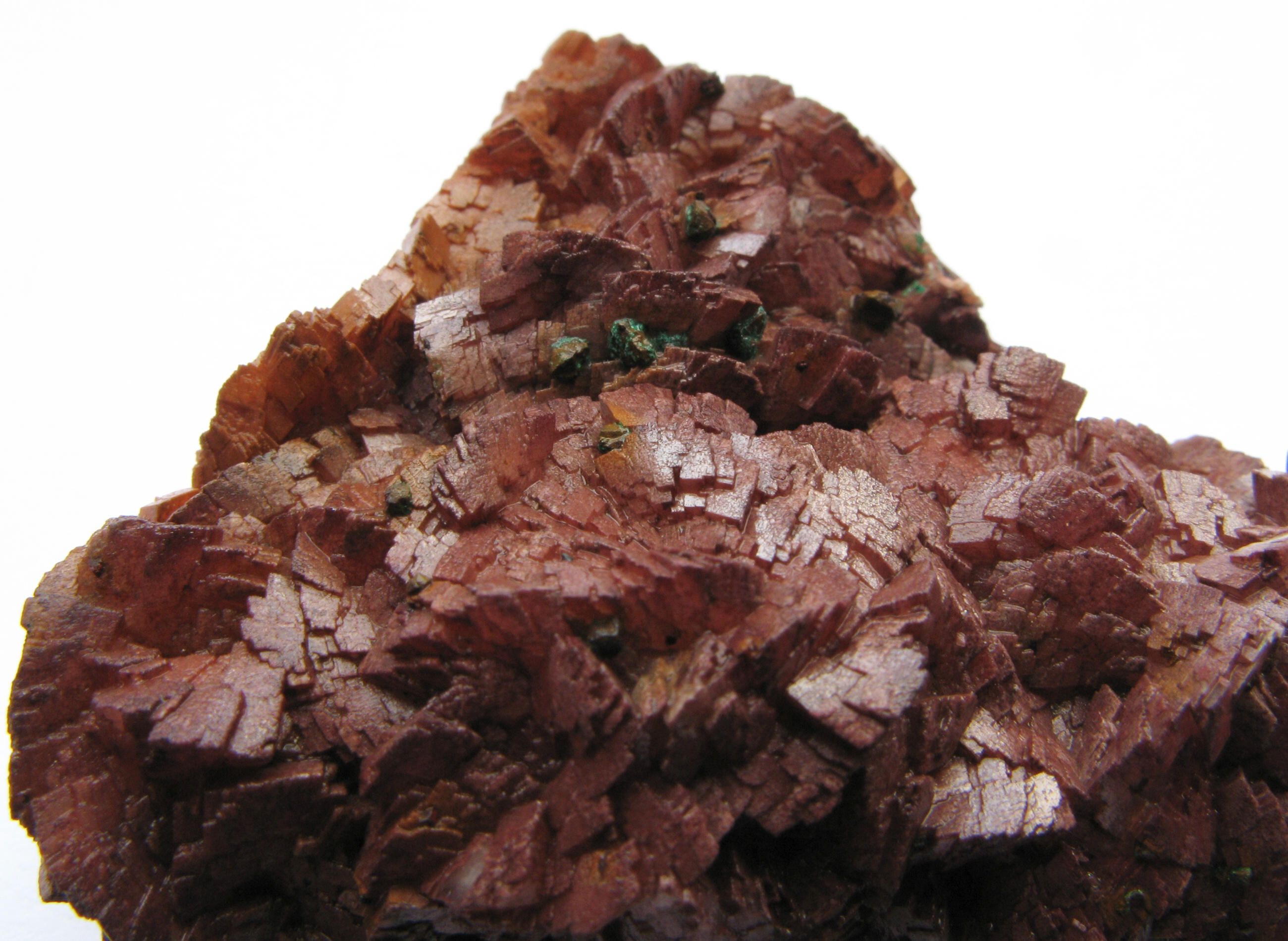
Dolomit cu malachit
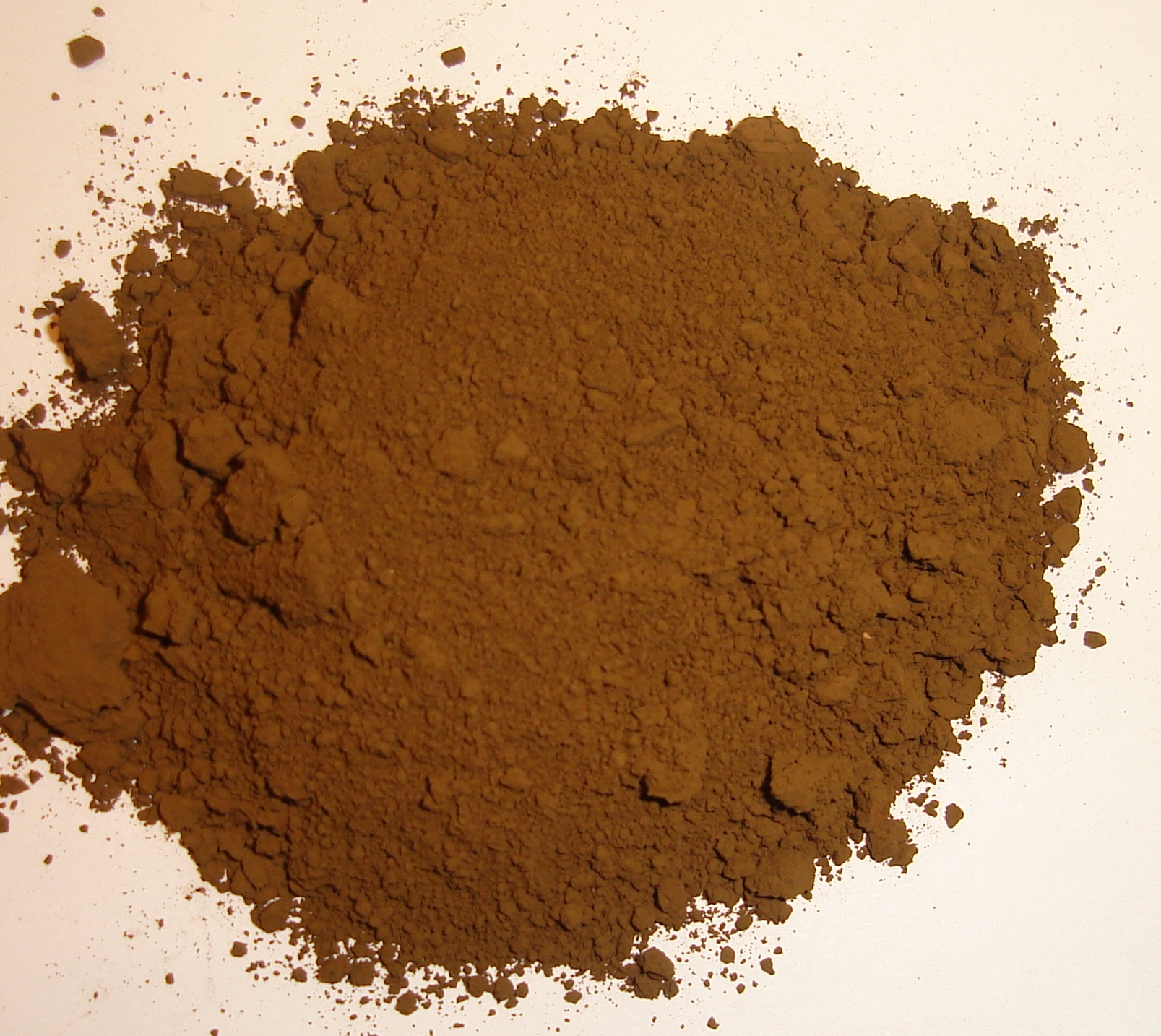
Pigmentul natural sau crud umbrin este o argilă bogată în oxid de fier și mangan.
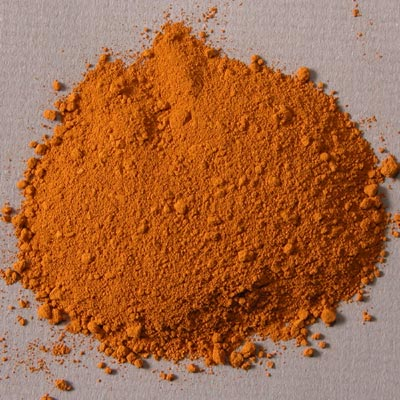
Pigment siena ars, din regiunea Siena, în Toscana

### Ochi bruni
Culoarea ochilor este determinată de doi factori: pigmentarea irisului ochiului  și răspândirea luminii în stroma irisului prin mediul turbid. La om, pigmentarea irisului variază de la brun deschis la negru. Ochii bruni rezultă dintr-o concentrație relativ ridicată de melanină în stroma irisului, ceea ce face ca atât lumina cu lungime de undă scurtă cât și cea cu lungime de undă lungă să fie absorbită făcându-i să pară închiși la culoare. În cazul ochilor albaștri, stroma (stratul exterior al irisului) nu conține deloc pigment, ci doar fibre de colagen, care dispersează lumina printr-un mecanism numit dispersia Tyndall și care creează impresia vizuală a culorii albastre, un efect optic asemănător cu dispersie Rayleigh, care ne face să vedem cerul ca fiind albastru.
Ochii bruni sunt cei mai frecvenți în Asia de Est, Asia de Sud-Est, Asia de Sud, Asia de Vest, Oceania, Africa, America, etc precum și părți din Europa de Est și Europa de Sud. Majoritatea oamenilor din lume au ochii brun închis. Ochii brun deschis sau un brun mediu sunt frecvenți în Europa, Afganistan, Pakistan și India de Nord, precum și în unele părți din Orientul Mijlociu. 

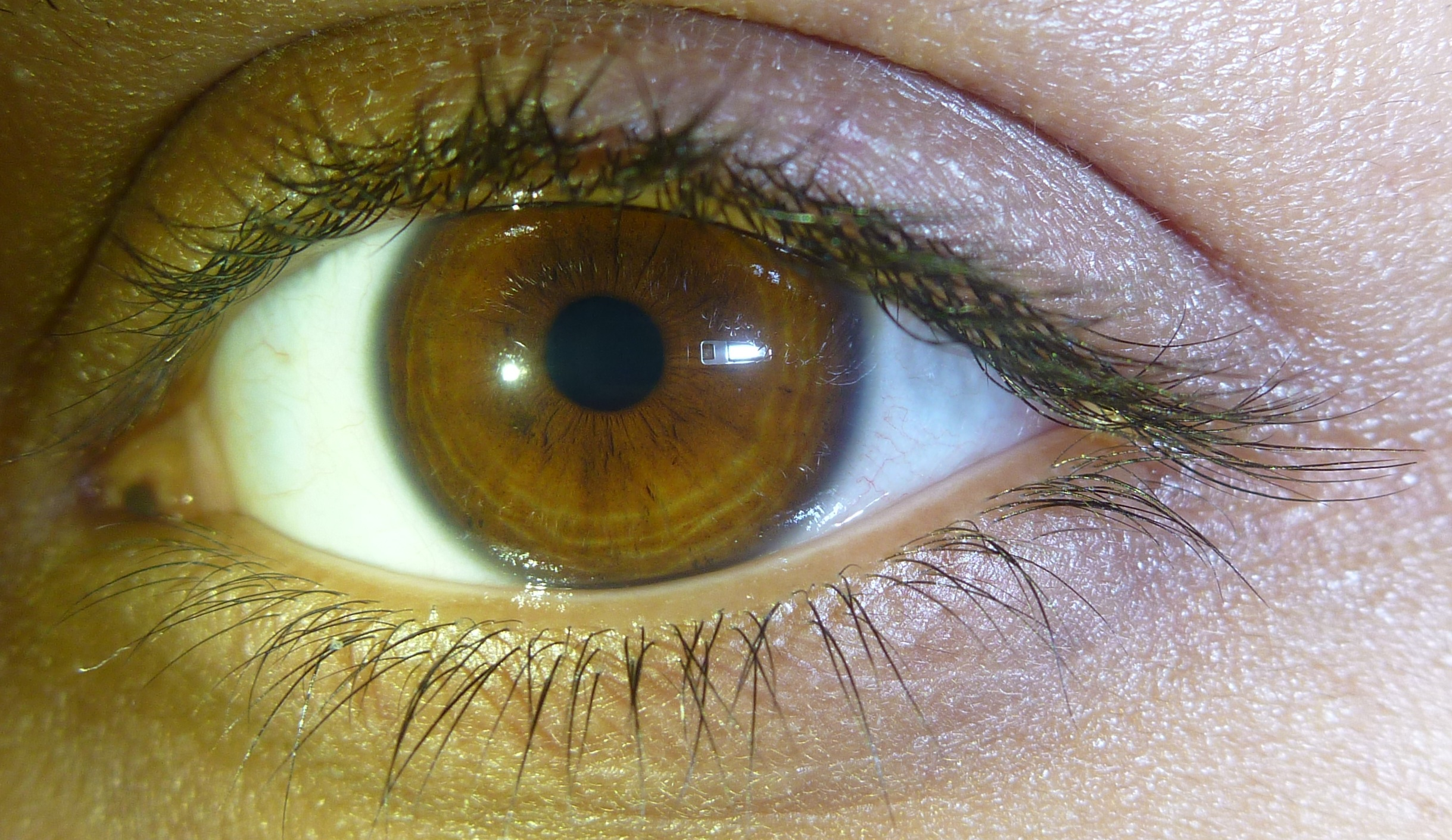
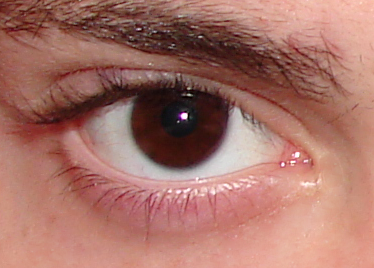
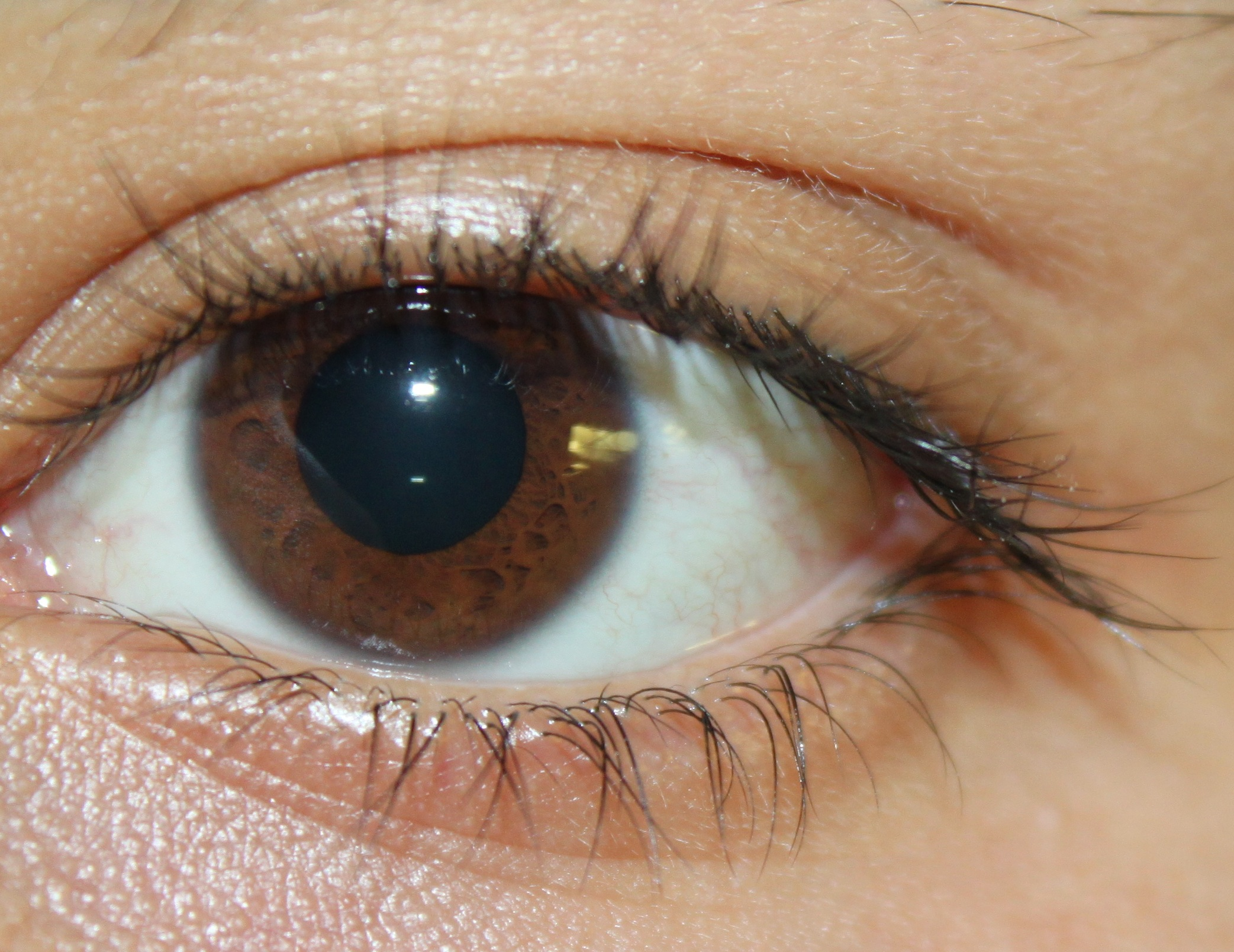
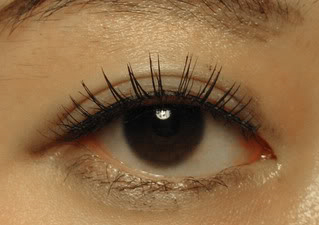
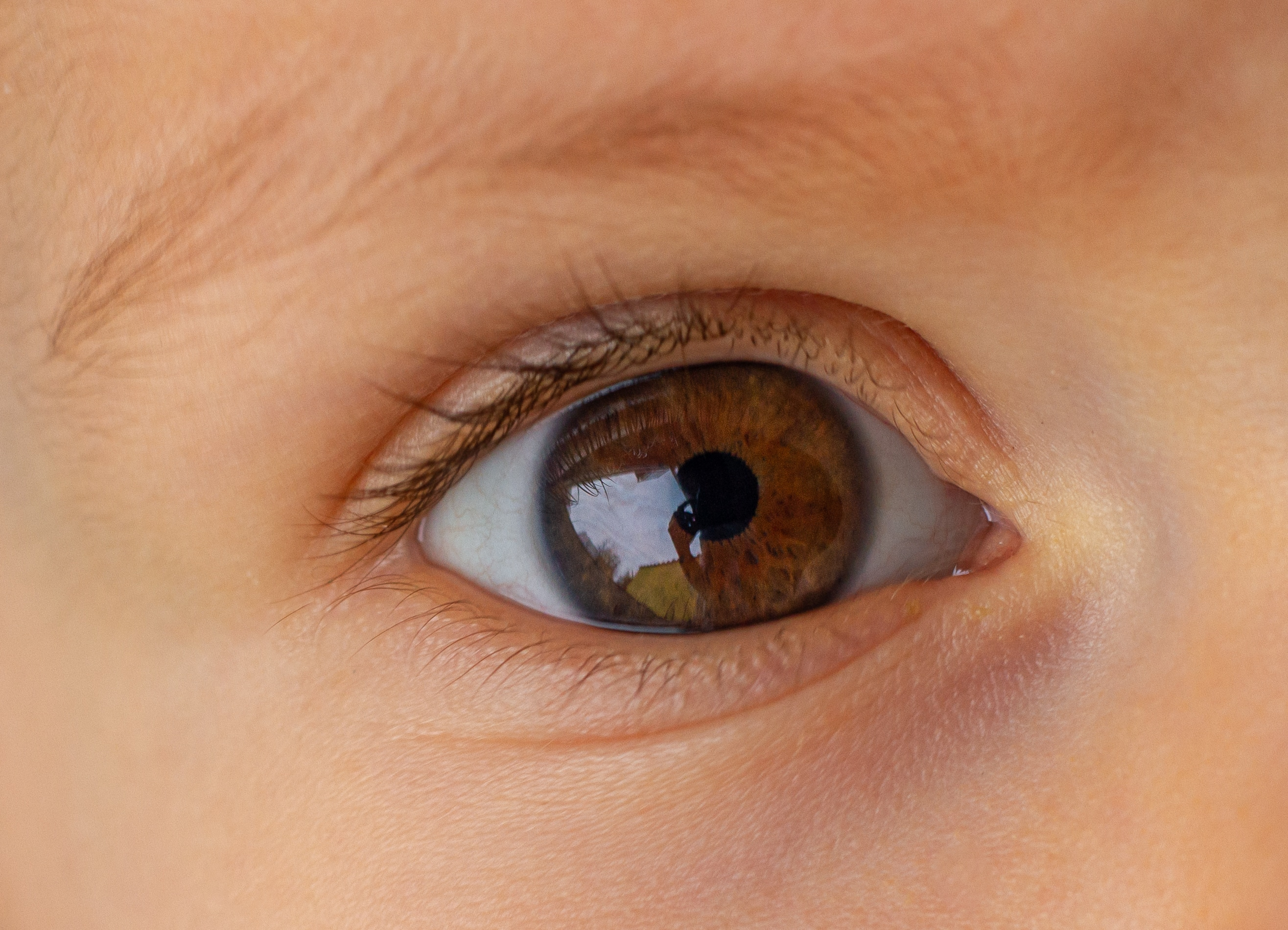

### Păr castaniu
Părul castaniu se situează pe locul doi ca cea mai comună culoare a părului uman, după negru. Este cauzat de niveluri mai ridicate ale eumelaninei pigmentului întunecat natural și de nivelul inferior al feomelaninei pigmentului palid. Eumelanina brună este mai frecventă în rândul europenilor, în timp ce eumelanina neagră se găsește mai des în părul non-europenilor. O cantitate mică de eumelanină neagră, în absența altor pigmenți, duce la părul gri. O cantitate mică de eumelanină brună în absența altor pigmenți are ca rezultat părul blond.

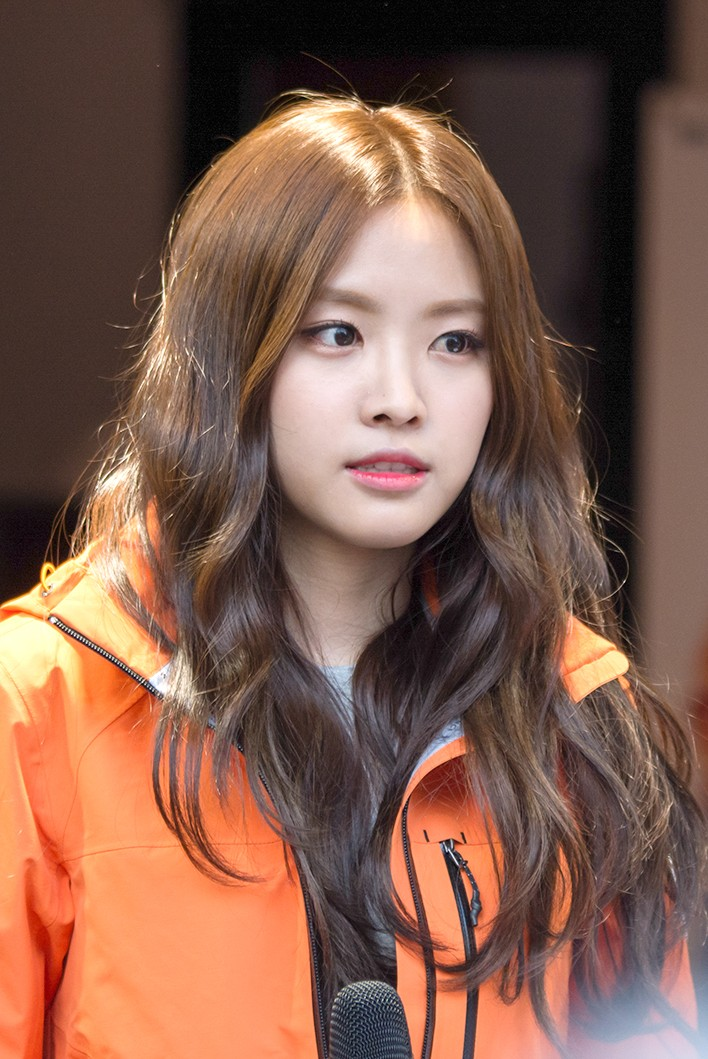
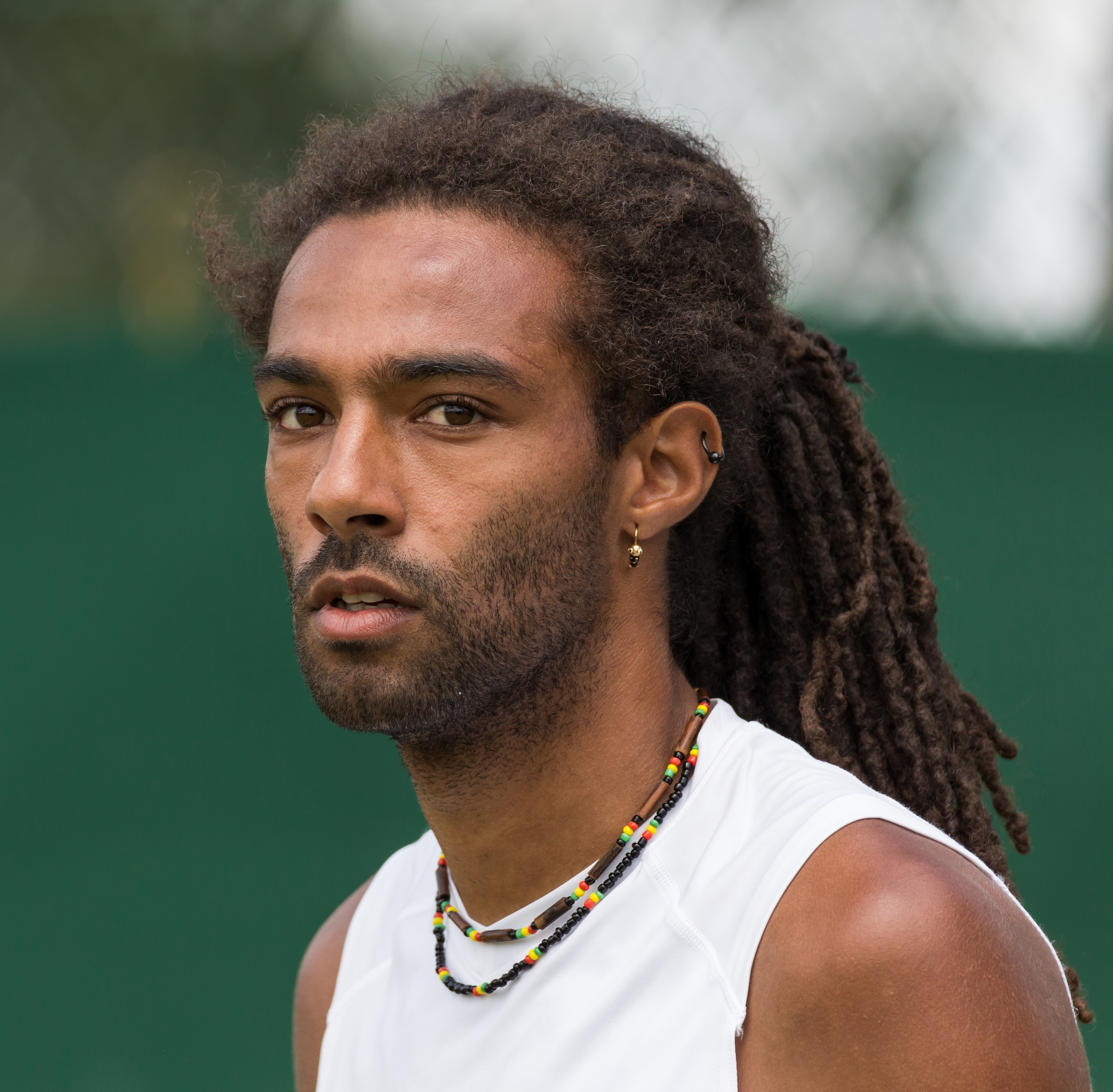
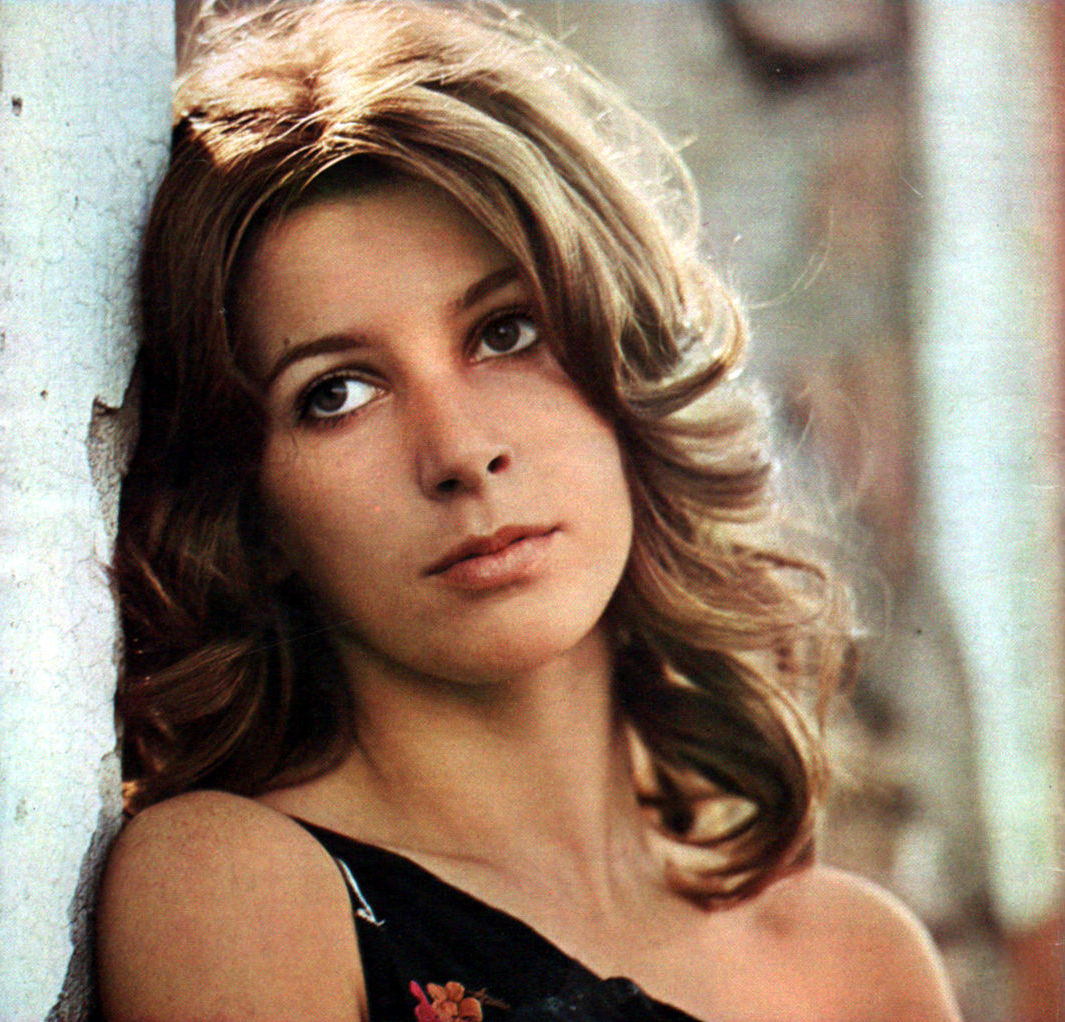
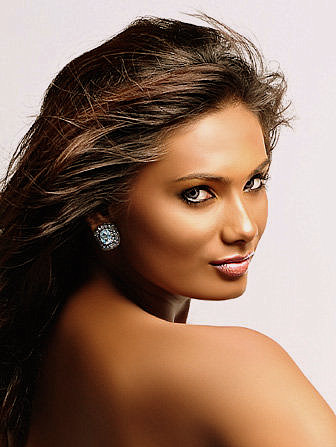
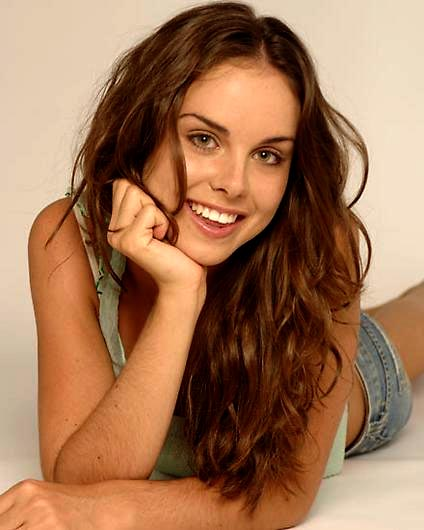
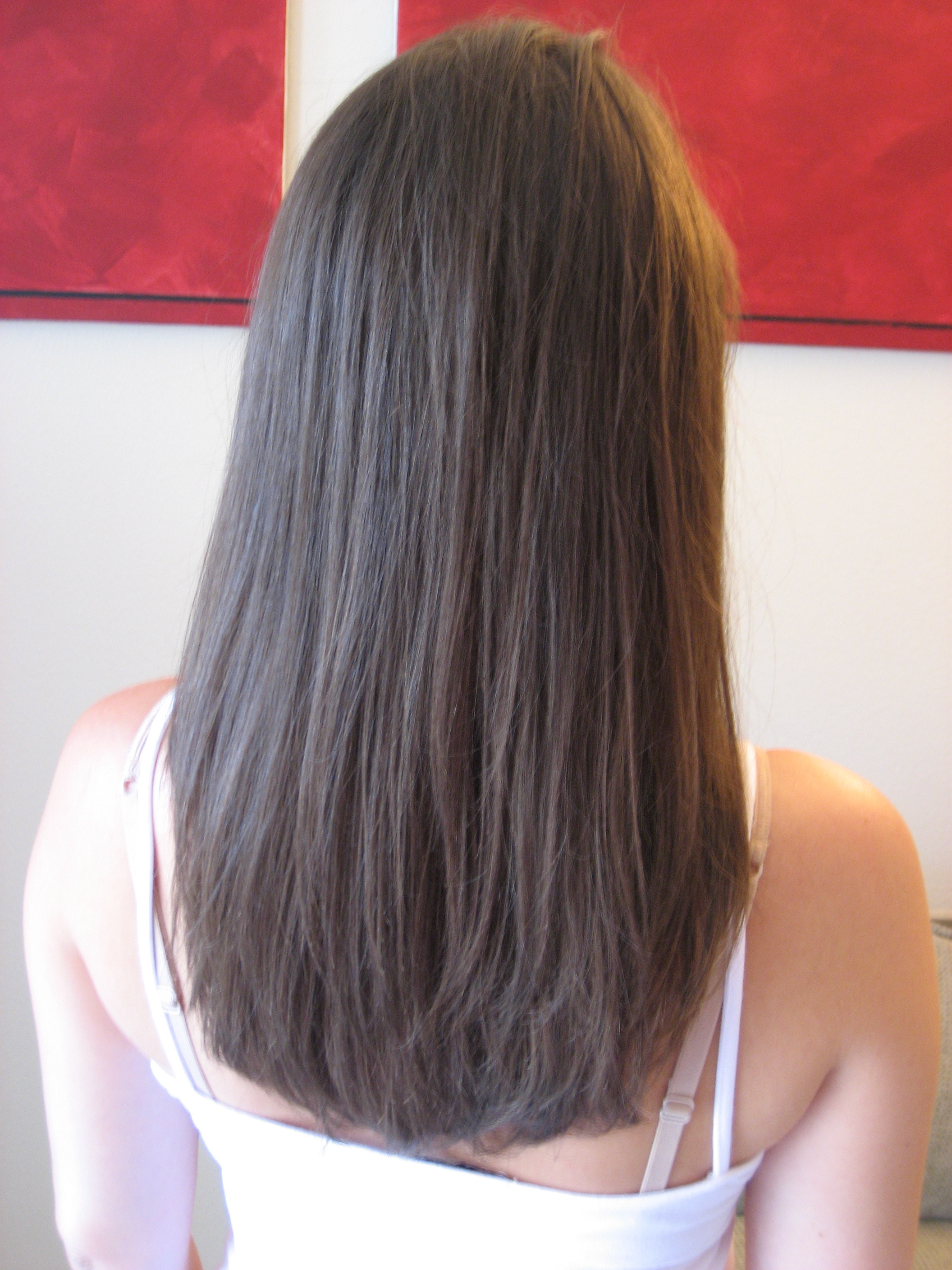